# دهب
دهب هي مدينة مصرية سياحية تتبع محافظة جنوب سيناء وتقع على خليج العقبة، وتبعد حوالي 100 كم عن مدينة شرم الشيخ و87 كم عن مدينة نويبع، ولقد سُمّيت بهذا الاسم تيمناً بلون رمالها الذهبي. وتنقسم المدينة إلى قسمين، الأول يقع جنوباً ويسمى قرية العسلة وتشتهر بالحياة البدوية البسيطة، والقسم الثاني يقع شمالاً ويعد روح ونبض المدينة بسبب اشتماله على الأسواق التجارية والأماكن الترفيهية، وتشتهر المدينة بشواطئها البكر الصافية ومواقع الغطس الطبيعية الغنية بالشعاب المرجانية.

## التاريخ

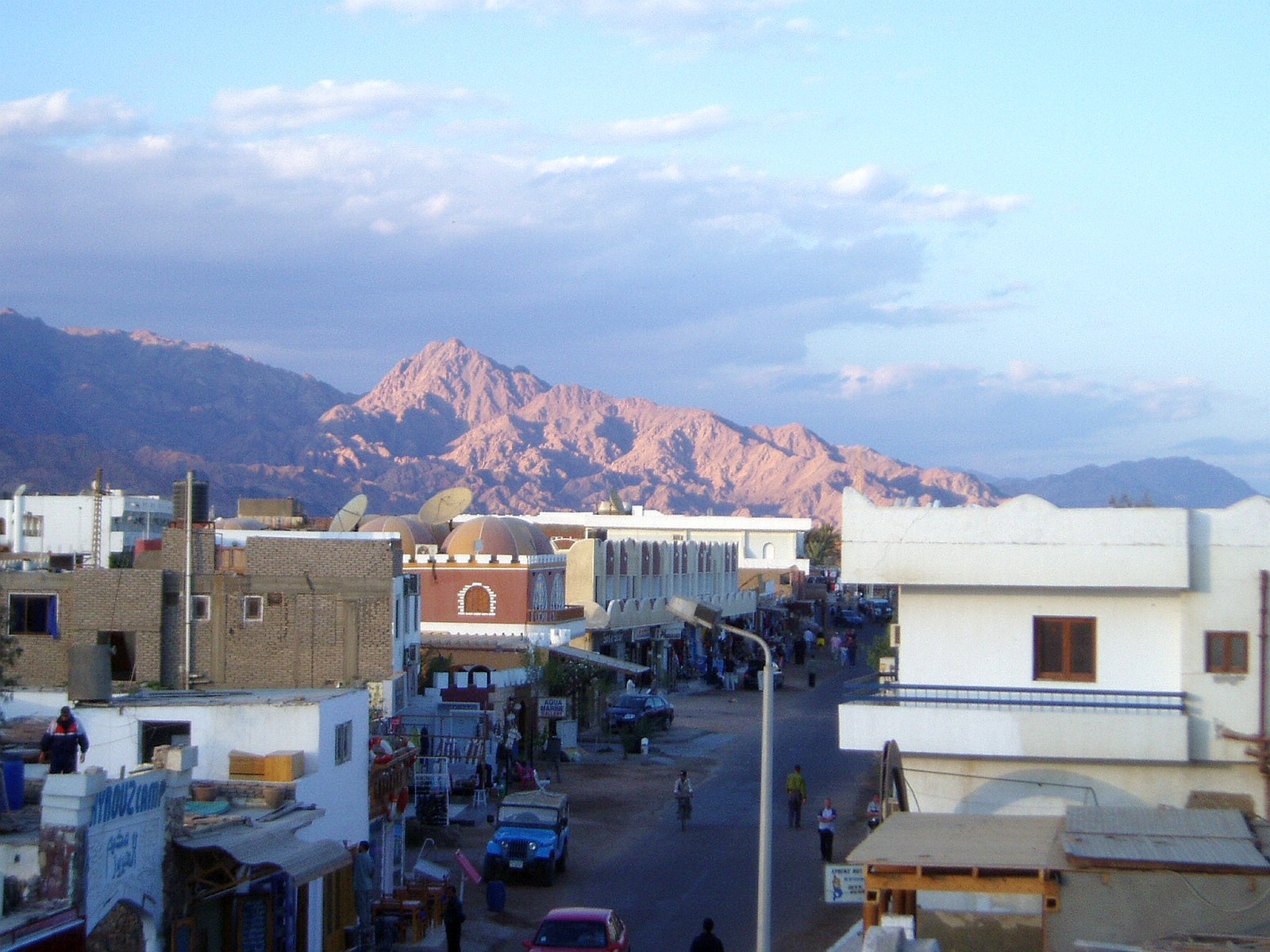
المدينة القديمة.

نشأت المدينة كقرية صغيرة لصيادي السمك ثم اشتهرت في التسعينيات بعد أن أولتها الحكومة المصرية اهتماماً خاصاً فأقامت الفنادق والقرى السياحية في قلبها، وما زال يقيم فيها بعض البدو حتى الآن. واشتهرت المدينة قديماً بأنها ميناء بحري على خليج العقبة استخدمه العرب الأنباط منذ القرن الثاني قبل الميلاد وحتى عام 106م في تخزين بضاعتهم تمهيداً لنقلها إلى ميناء السويس بالطريق البري عبر أودية سيناء، وبذلك تحكموا في طريق التجارة بين الشرق والغرب عبر سيناء وميناء دهب. وعقب حرب أكتوبر وتحرير سيناء استلمت مصر المدينة من الجانب الإسرائيلي عام 1982 وكانت فقط السوق القديم بالمدينة وعددًا محدودًا من الشاليهات.

### تفجيرات دهب
في 24 أبريل 2006 وقعت 3 انفجارات إرهابية في مدينة دهب، مما أسفر عن سقوط نحو 30 قتيل و 153 مصاب، معظمهم من المصريين وبينهم أربعة قتلى أجانب. واستهدفت الانفجارات الثلاثة الممشى السياحي بالبلدة القديمة (منطقة مجري السيل) أمام قرية مشربية وحول نجع البازارات. تبنت التفجيرات جماعة التوحيد والجهاد الإرهابية عن طريق ثلاثة انتحاريين من عناصرها لقوا مصرعهم جميعاً في الحادث.

## المعالم الطبيعية والسياحية

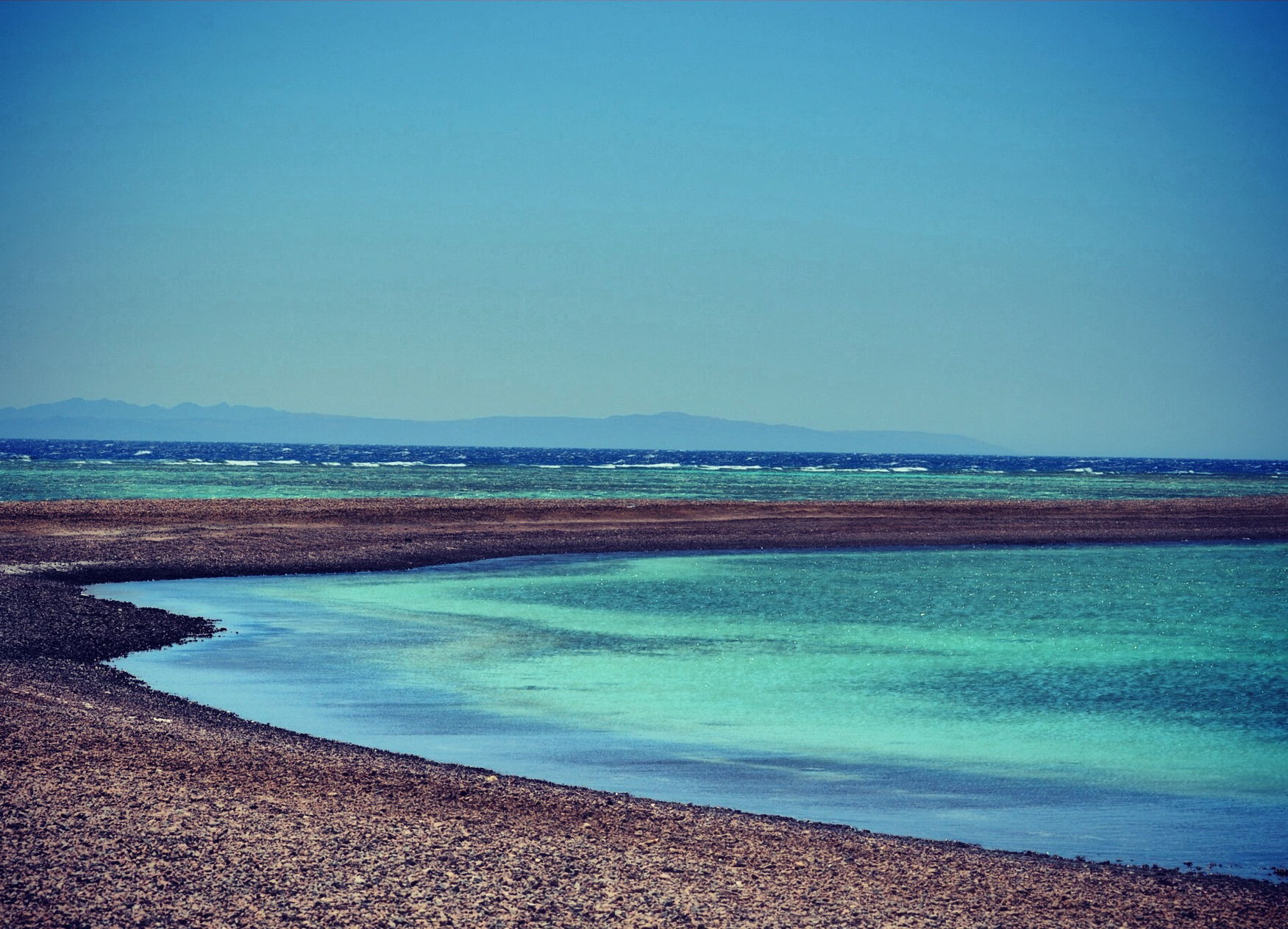
خليج اللاجونا.

تشتمل المدينة على العديد من الأماكن السياحية البارزة التي تتمثل في منطقة رأس أبو جالوم وهي محمية طبيعية ومنطقة غوص، منطقة البلوهول وهي أحد أماكن الغوص المشهورة عالمياً، منطقة الكانيون وهي من مناطق الغوص الممتازة، منطقة العسلة وهي منطقة يقطن فيها ما يقارب من 75% من سكان المدينة وتنقسم إلى ثلاثة مناطق هي (مدينة مبارك، الزرنوق، العسلة)، جزيرة كورال ناحية الحدود الفلسطينية والتي يقع بها بقايا قلعة تاريخية بناها الصليبيون، منطقة المليل وهي طريق يوازي طريق الساحل يضم بعض الفنادق الصغيرة والكافيتريات والمنازل، منطقة المسبط وهي المنطقة التجارية السياحية الرئيسية بالمدينة وتبدأ بشارع الفنار ثم خليج المسبط وتضم مجموعة كبيرة من المحلات ونوادي الغوص والمقاهي والمخيمات والفنادق، منطقة المشربة وتضم عدداً كبيراً من الكافيتريات ومراكز الغوص وتضم أيضاً الأثر الوحيد الموجود هناك وهو تل المشربة وهي مخازن خاصة بأحد الموانئ القديمة، منطقة مدينة دهب وتضم الهيئات الحكومية والفنادق الكبرى، منطقة وادي قني وهي منطقة تمثل الامتداد العمراني المستقبلي للمدينة لما تضمه من مجموعة كبيرة من الفنادق والمجمعات الخدمية والسكنية، بالإضافة إلى مناطق لايت هاوس وايل جاردن والواحة. وتضم دهب خليجين هما اللاجونا أو غزالة الذي يتميز بوجود الشاطئ الرملي الوحيد بالمدينة والقورة الذي يقع وسط المدينة بالإضافة إلى المنتجعات الممتدة على طول شواطئها والتي تندمج مع الطبيعة المحيطة بها بالأكشاك المصنوعة من الأخشاب وجريد النخيل المعدة لإقامة السائحين.

### محمية أبو جالوم

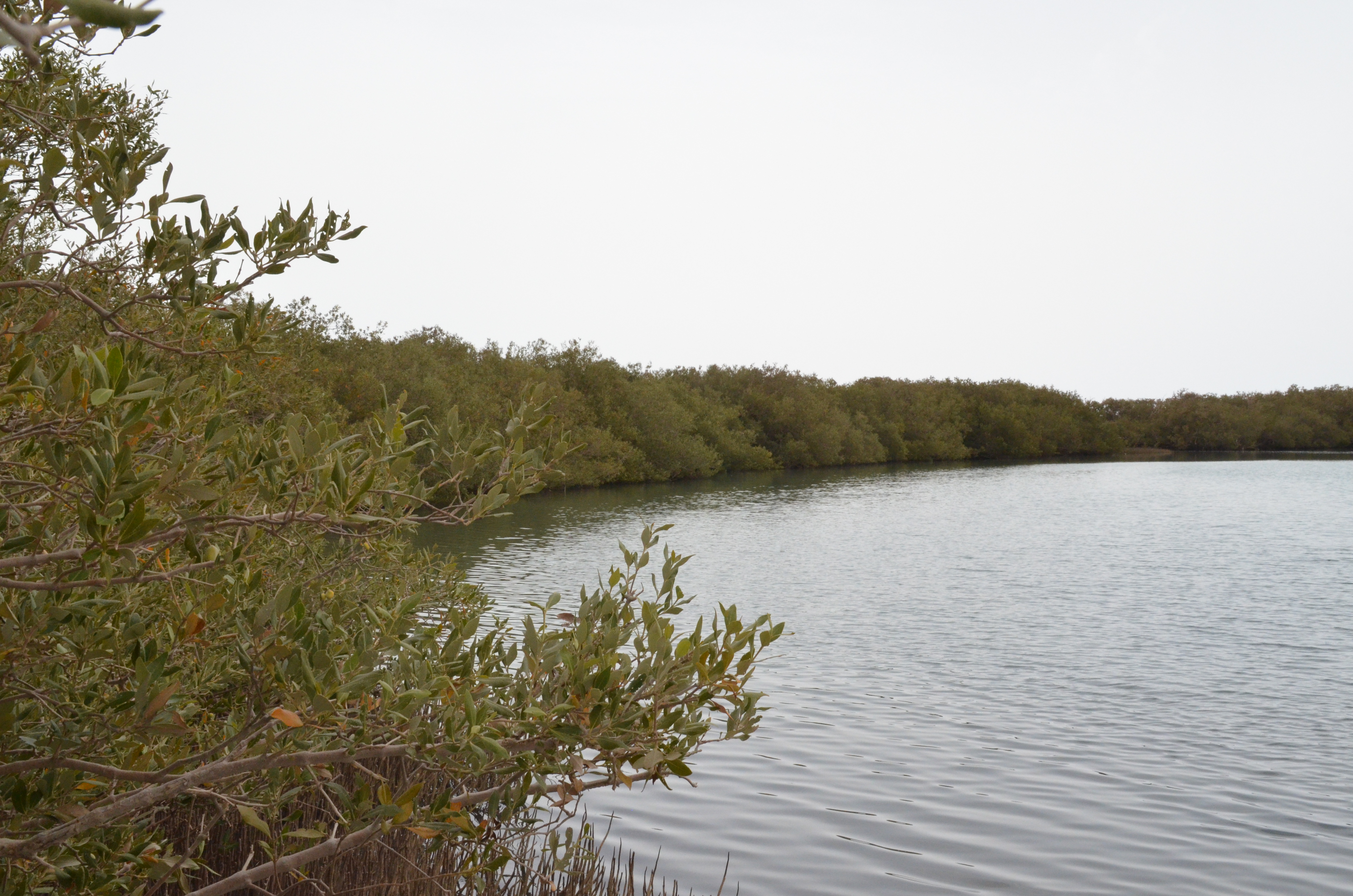
محمية نبق.

تقع محمية أبو جالوم على خليج العقبة بمنطقة تسمى وادي الرساسة، وأعلنت كمحمية عام 1992. تتميز المحمية بطبيعتها الخاصة و نظامها البيئي المتكامل الذي يجمع ما بين البيئة الصحراوية والجبلية ومجموعة الوديان التي تتخللها، بالإضافة إلى بيئتها البحرية الغنية بالشعاب المرجانية والأسماك الملونة، كما توجد بها حياة برية غنية بالحيوانات والقوارض والزواحف.

### محمية نبق

محمية نبق في البحر الأحمر

تقع محمية نبق على خليج العقبة جنوب دهب وتتميز بالشعاب المرجانية المسطحة وبعض الكهوف البحرية ونبات المانجروف النادر الذي ينمو في المياه المالحة للبحر الأحمر ويعيش في جذوره الأستاكوزا والكابوريا والجمبري. وبها ثلاث قبائل بدوية تشارك في حماية البيئة والسياحة بالإضافة إلى قوات من الجيش المصري على حدود المحمية نظراً لأهميتها البيئية والسياحية. تتميز المحمية باحتوائها على عدة أنظمة بيئية ووديانها الغنية بالنباتات النادرة وكثبانها الرملية الممتدة بالإضافة إلى الشواطئ البحرية والشعاب المرجانية ويوجد بها عدد كبير من الحيوانات والطيور.

### البلوهول

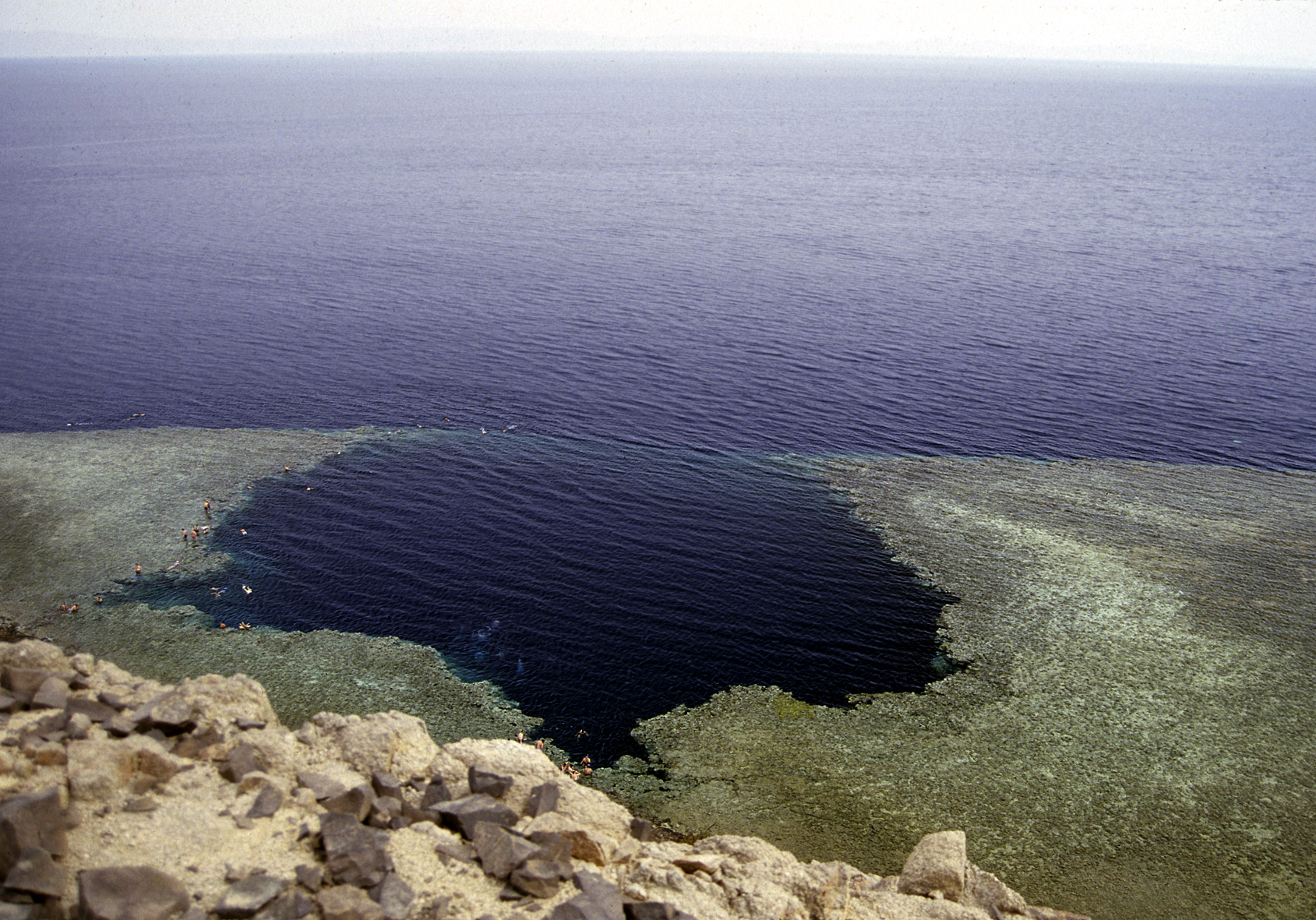
منطقة البلوهول.

منطقة البلوهول أو الحفرة الزرقاء أو الثقب الأزرق هي عبارة عن بئر عميق جداً داخل البحر الأحمر، وتعد أحد المقاصد السياحية بالمدينة التي يفد إليها السائحين من هواة المغامرة ومحترفي رياضة الغوص، والذين يمارسون هوايتهم عن طريق اختراق قوس صغير على عمق 100 متر محاولين تحطيم الأرقام القياسية في الغوص، إلا أن كثيراً ما تحدث حالات وفاة في تلك البقعة بسبب إصابة الغواصين بسكر الأعماق ونفاذ الأوكسجين منهم أثناء محاولتهم البحث عن القوس مرة أخرى للخروج منه في أعماق كبيرة ومظلمة. ويسجل اسم المغامر المتوفي وتاريخ مغامرته وبلده على لوحة من الرخام معلقة على الجبل المواجه للبلوهول، والتي يزورها السائحون الراغبون في إحياء ذكرى أقاربهم الذين لقوا حتفهم في هذه المنطقة بسبب عشق المغامرة. وتوجد بمستشفى مدينة دهب وحدة خاصة بطب الأعماق لعلاج الحالات الطارئة التي تحدث لها مشكلات صحية أثناء الغطس في تلك البقعة.

### مطلع اليهودي

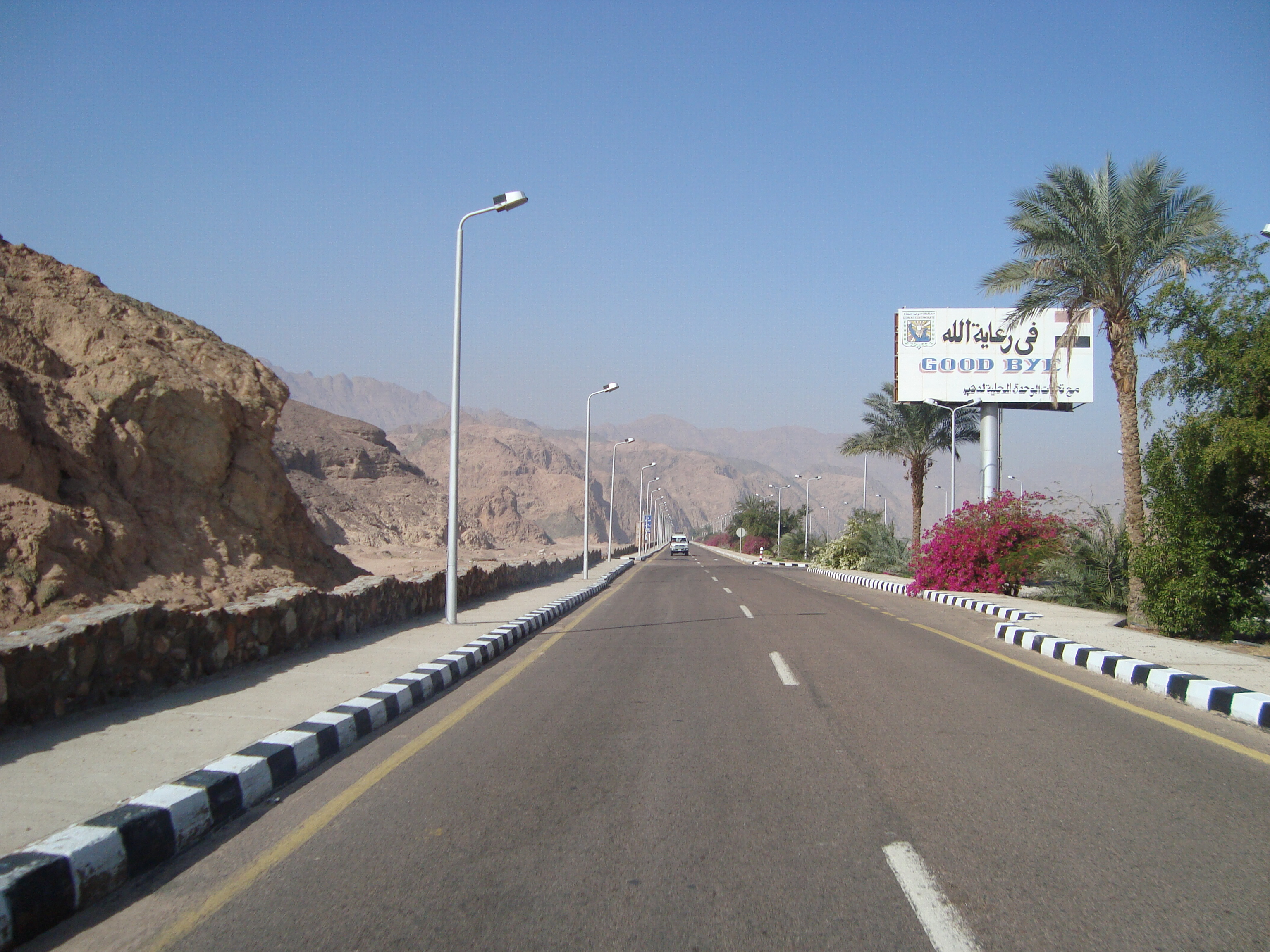
طريق نويبع/دهب/شرم الشيخ.

مطلع اليهودي هو نصب تذكاري مقام على الطريق الدولي على بعد نحو 25 كم من مدينة دهب، ويبلغ ارتفاعه أكثر من 16 متر، وسمي بهذا الاسم نظراً لوجوده على أحد المطالع شاهقة الارتفاع، وأقامته قوات الاحتلال الإسرائيلي أثناء احتلالها لشبه جزيرة سيناء خلال الفترة من 1967 وحتى 1973، تخليداً لذكرى مهندس إسرائيلي يدعى «شريزا لاباس» كانت مهمته هي تمهيد طريق شرم الشيخ، وتوفي بعد أن أنهى مشروعه إثر انقلاب سيارته أثناء تجربته للطريق وسقوطها أعلى المطلع المجاور للنصب التذكاري. وعقب استعادة المصريين لسيناء، لم تتم إزالة النصب من مكانه، ولكن وضع علم مصري في سارية أعلى جبل بجوار النصب، كما أُقيمت عدد من الاستراحات للسائحين الإسرائيليين الذين يرغبون في زيارة النصب من قبيل التنشيط السياحي للمنطقة.

### النشاطات السياحية

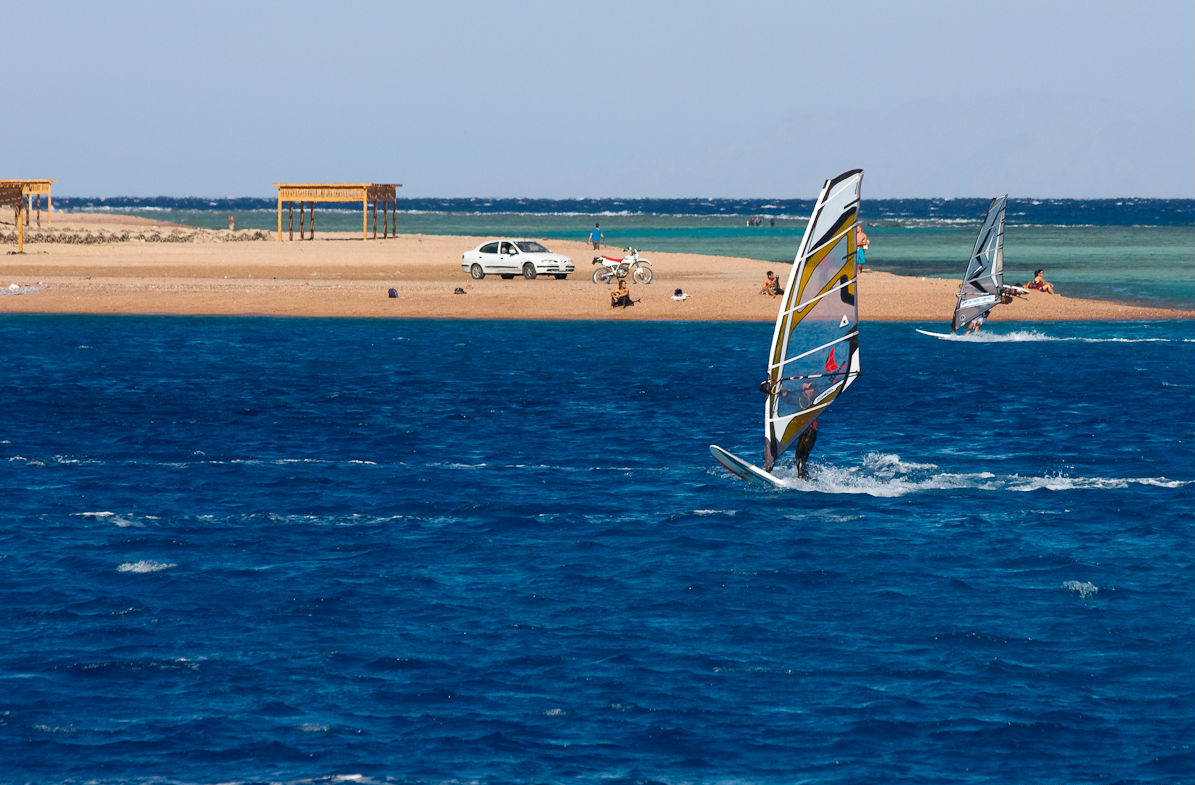
رياضة ركوب المراكب الشراعية.

تتميز المدينة بنشاطاتها السياحية المتميزة، حيث يرتادها هواة ركوب الأمواج والمراكب الشراعية بسبب سرعة الرياح نظراً لإحاطة الجبال بها من عدة جهات، مما يتسبب في ظهور الضغط المنخفض بأماكن والضغط المرتفع بأماكن أخرى. كما يفد إليها هواة رياضة القفز بالمظلات، وتسلق الجبال، السفاري الذين يرغبون في الاستمتاع بالطبيعة الجبلية والصحراوية والمناخية المعتدلة للمدينة.

#### مهرجان أمواج دهب السبع
انطلقت فعاليات مهرجان أمواج دهب السبع في الفترة من 25 يناير 2015 حتى 31 يناير 2015 بهدف تنشيط السياحة بالمدينة بمشاركات دولية وعربية. وقام خلاله بدو المدينة بتقديم معارض للتراث البدوي وسباق هجن ورحلات سفاري في عمق الجبال. كما تم تنظيم مسابقات للغطس والبحث أسفل المياه عن جائزة مقدمة من المهرجان في عمق المياه.

## النقل والمواصلات
يصل مدينة دهب بباقي مدن مصر طريق (القاهرة/رأس سدر/الطور/شرم الشيخ)، بطول أكثر من 500 كم، مروراً بنفق الشهيد أحمد حمدي أسفل قناة السويس، ومنه إلى طريق (طابا/نويبع/دهب/شرم الشيخ) بطول 240 كم، وهو طريق من حارة واحدة، وأطلق مشروع ازدواجه في المسافة بين شرم الشيخ ودهب بطول 80 كم. بالإضافة إلى طريق (القاهرة/طابا) مروراً بنفق الشهيد أحمد حمدي والذي يخترق شبه جزيرة سيناء عرضاً بطول 390 كم ويعرف باسم طريق النقب، ومنه إلى الطريق الساحلي (طابا/نويبع/دهب).

## المناخ
| البيانات المناخية لـدهب                                  | البيانات المناخية لـدهب | البيانات المناخية لـدهب | البيانات المناخية لـدهب | البيانات المناخية لـدهب | البيانات المناخية لـدهب | البيانات المناخية لـدهب | البيانات المناخية لـدهب | البيانات المناخية لـدهب | البيانات المناخية لـدهب | البيانات المناخية لـدهب | البيانات المناخية لـدهب | البيانات المناخية لـدهب | البيانات المناخية لـدهب |
| الشهر                                                    | يناير                   | فبراير                  | مارس                    | أبريل                   | مايو                    | يونيو                   | يوليو                   | أغسطس                   | سبتمبر                  | أكتوبر                  | نوفمبر                  | ديسمبر                  | المعدل السنوي           |
| -------------------------------------------------------- | ----------------------- | ----------------------- | ----------------------- | ----------------------- | ----------------------- | ----------------------- | ----------------------- | ----------------------- | ----------------------- | ----------------------- | ----------------------- | ----------------------- | ----------------------- |
| متوسط درجة الحرارة الكبرى °م (°ف)                        | 21 (70)                 | 22.4 (72.3)             | 25.3 (77.5)             | 28.7 (83.7)             | 32.2 (90.0)             | 34.7 (94.5)             | 35.5 (95.9)             | 35.8 (96.4)             | 33.5 (92.3)             | 30.5 (86.9)             | 26.5 (79.7)             | 22.2 (72.0)             | 29.0 (84.3)             |
| المتوسط اليومي °م (°ف)                                   | 15.6 (60.1)             | 16.7 (62.1)             | 19.6 (67.3)             | 22.9 (73.2)             | 26.1 (79.0)             | 29 (84)                 | 30.2 (86.4)             | 30.4 (86.7)             | 28.4 (83.1)             | 25.1 (77.2)             | 21.1 (70.0)             | 16.8 (62.2)             | 23.5 (74.3)             |
| متوسط درجة الحرارة الصغرى °م (°ف)                        | 10.2 (50.4)             | 11 (52)                 | 14 (57)                 | 17.1 (62.8)             | 20.1 (68.2)             | 23.4 (74.1)             | 24.9 (76.8)             | 25 (77)                 | 23.4 (74.1)             | 19.8 (67.6)             | 15.7 (60.3)             | 11.5 (52.7)             | 18.0 (64.4)             |
| الهطول مم (إنش)                                          | 1 (0.0)                 | 2 (0.1)                 | 2 (0.1)                 | 0 (0)                   | 0 (0)                   | 0 (0)                   | 0 (0)                   | 0 (0)                   | 0 (0)                   | 1 (0.0)                 | 1 (0.0)                 | 2 (0.1)                 | 9 (0.3)                 |
| متوسط الأيام الممطرة                                     | 1                       | 1                       | 1                       | 1                       | 1                       | 0                       | 0                       | 0                       | 0                       | 1                       | 1                       | 1                       | 8                       |
| ساعات سطوع الشمس اليومية                                 | 8                       | 9                       | 9                       | 10                      | 11                      | 13                      | 13                      | 12                      | 11                      | 10                      | 9                       | 8                       | 10                      |
| المصدر #1:                                               |                         |                         |                         |                         |                         |                         |                         |                         |                         |                         |                         |                         |                         |
| المصدر #2: Weather to Travel for rainy days and sunshine |                         |                         |                         |                         |                         |                         |                         |                         |                         |                         |                         |                         |                         |

## معرض صور

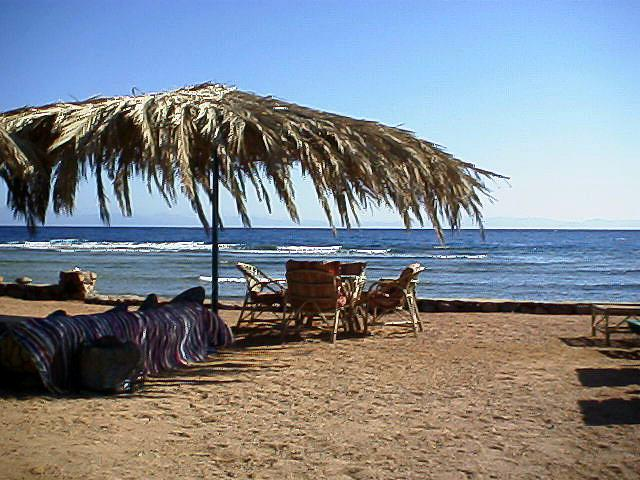
شاطئ دهب.
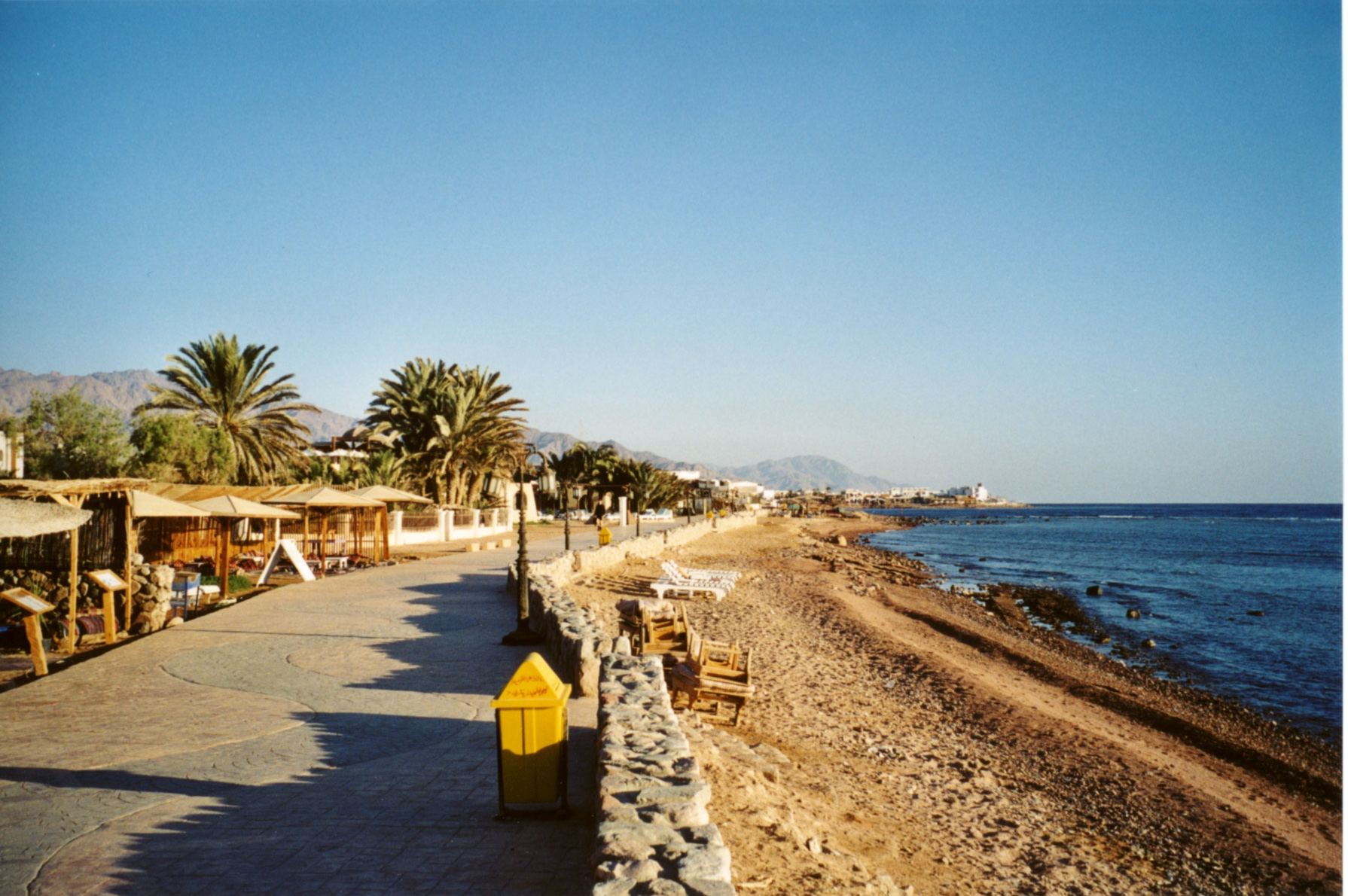
شاطئ دهب.
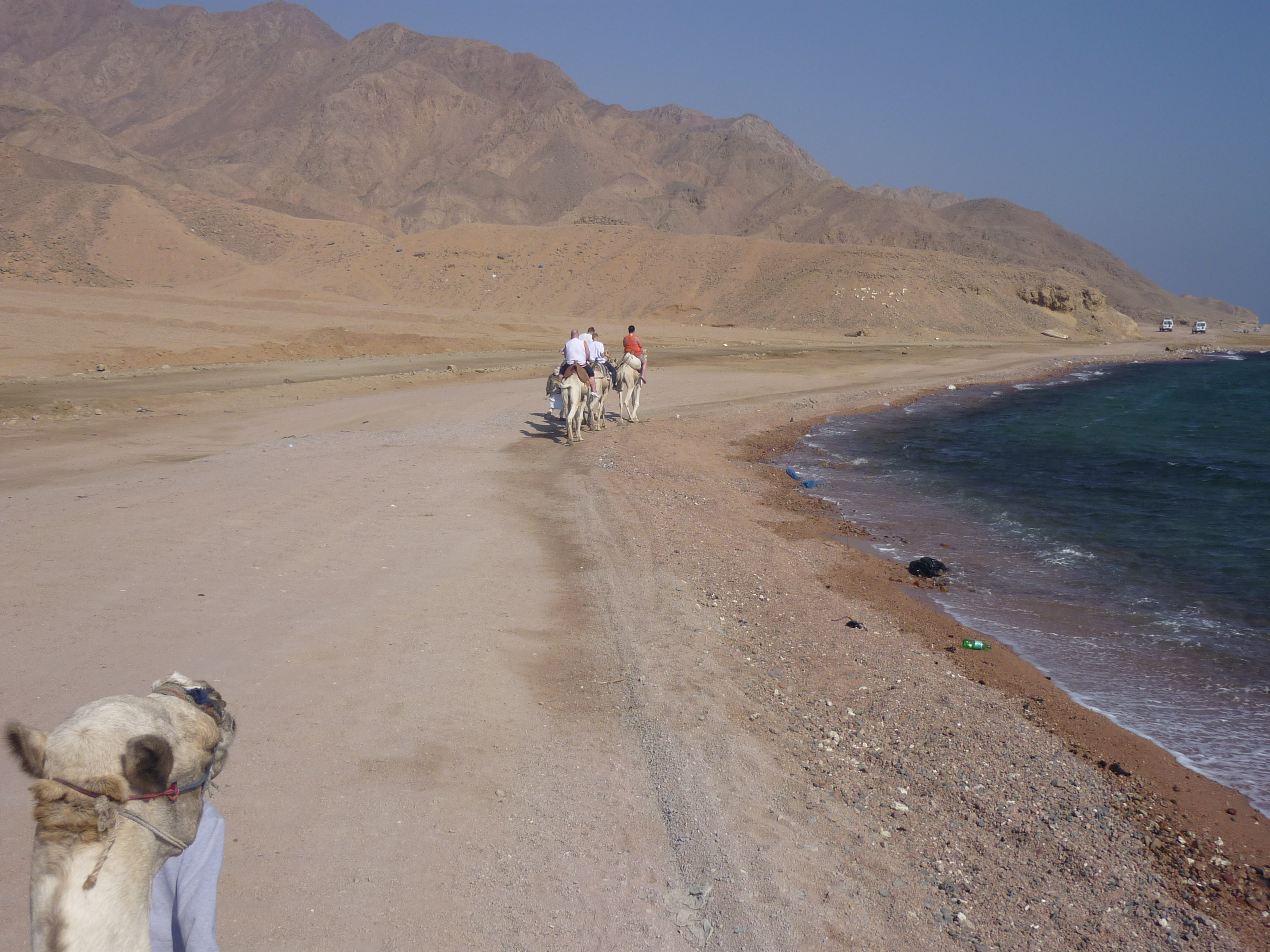
شاطئ دهب.
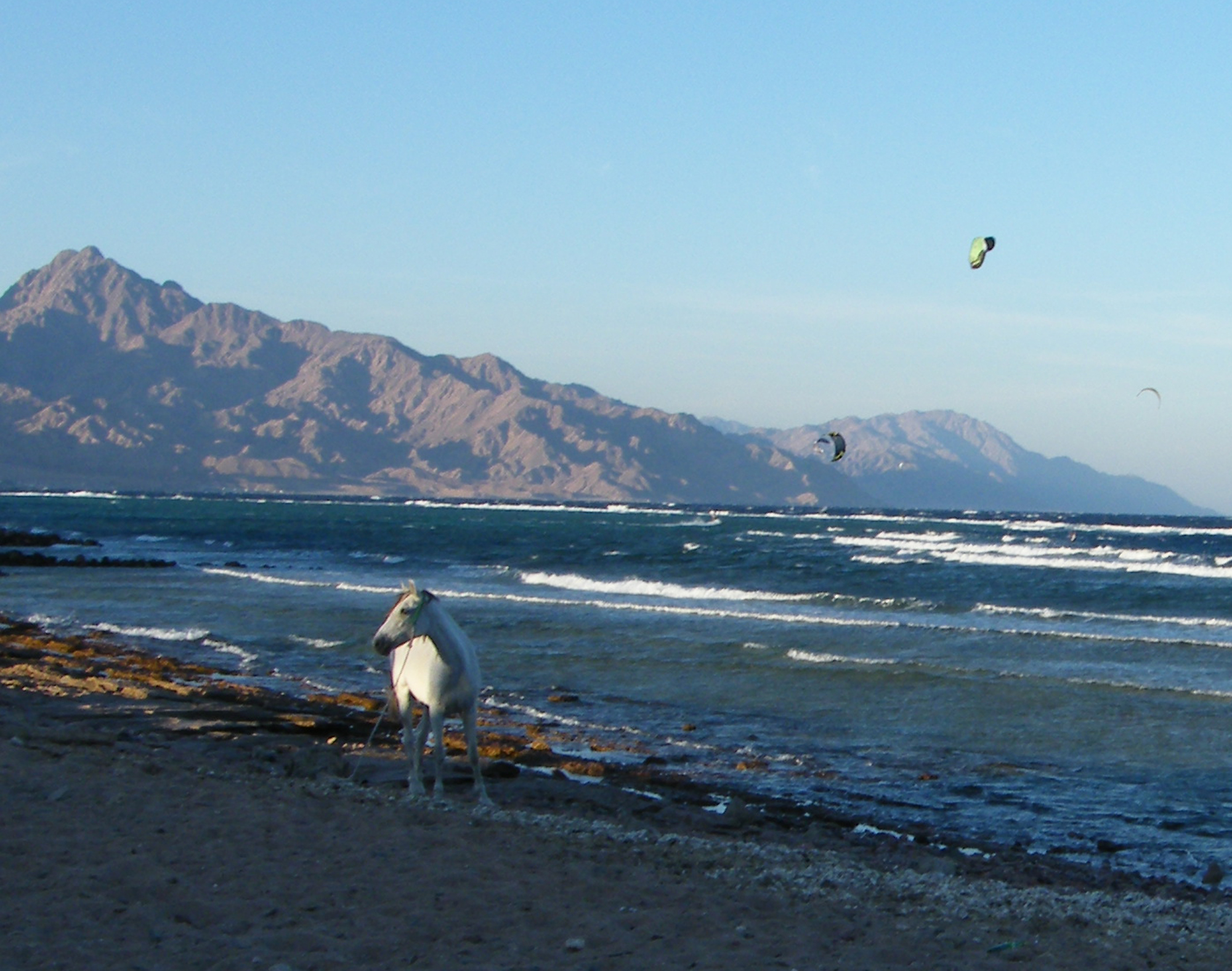
شاطئ دهب.
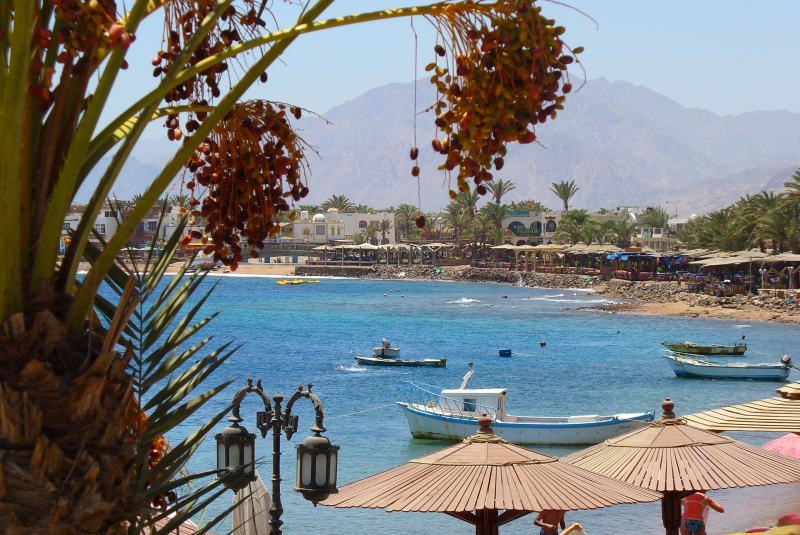
شاطئ دهب.
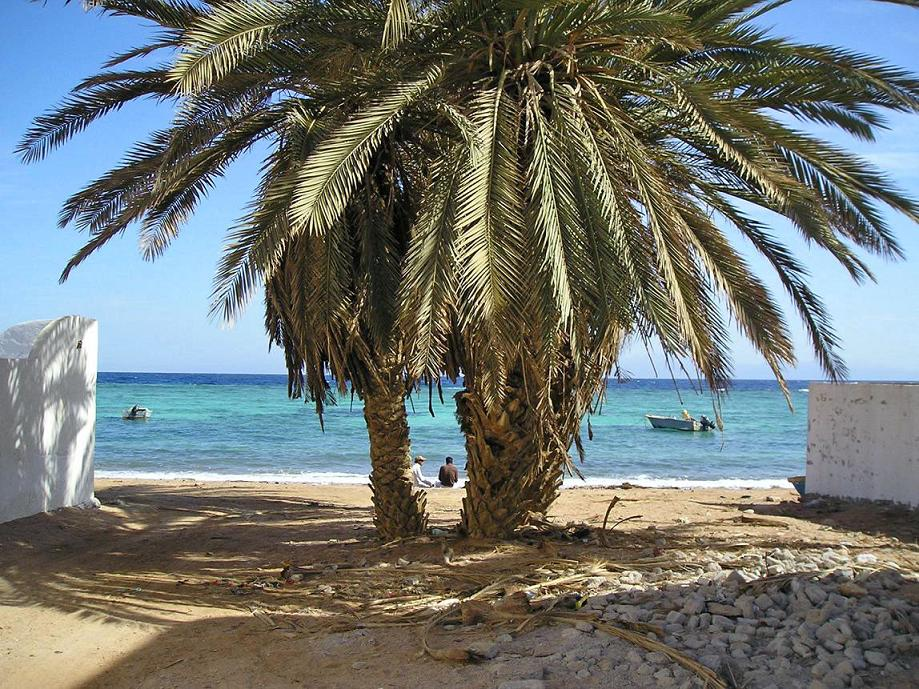
شاطئ دهب.
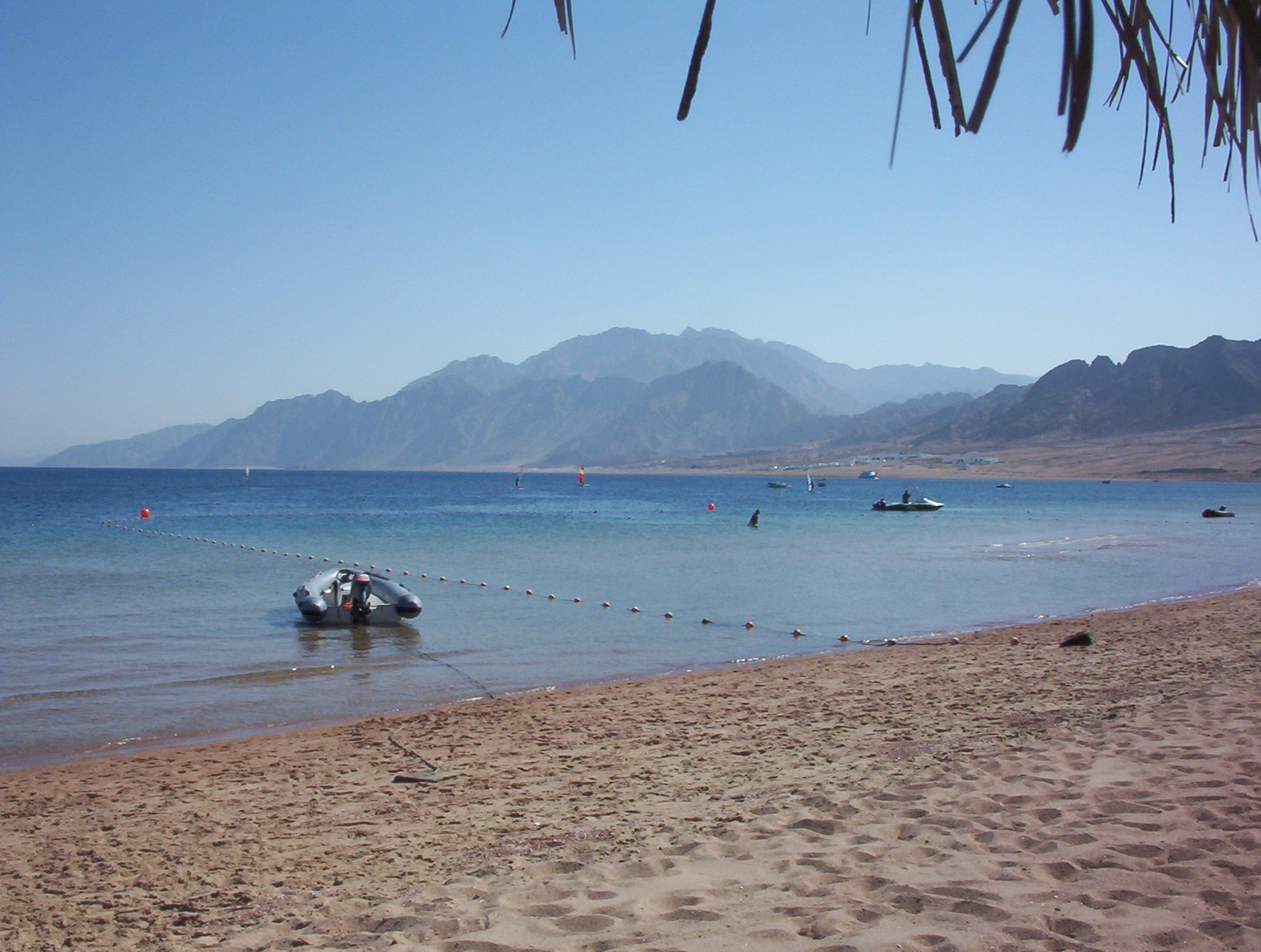
شاطئ دهب.
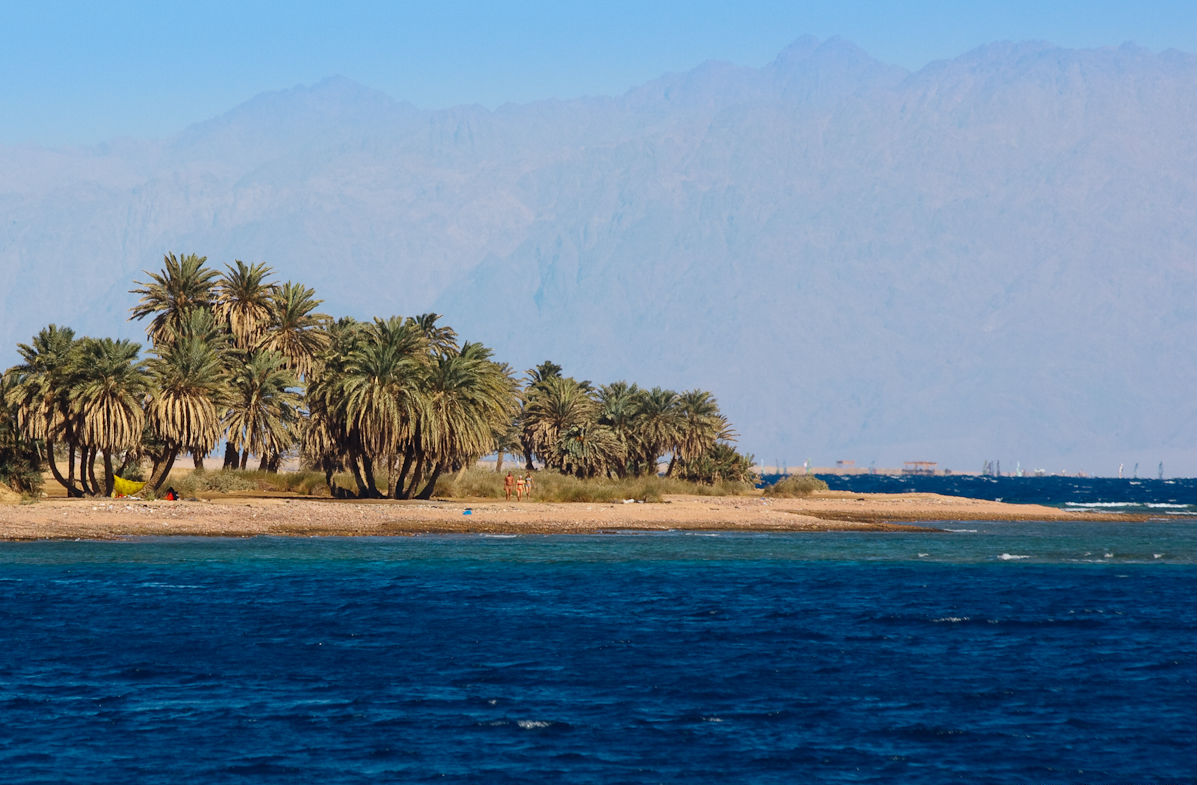
شاطئ دهب.
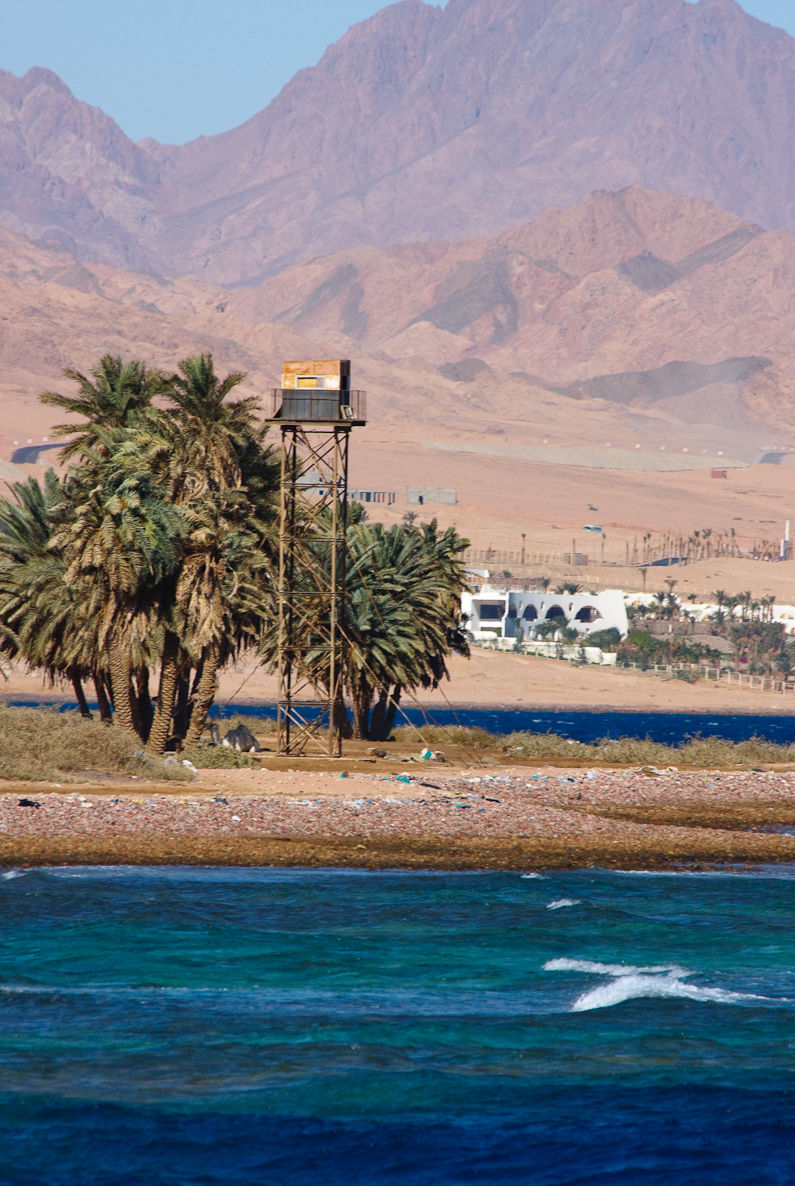
شاطئ دهب.
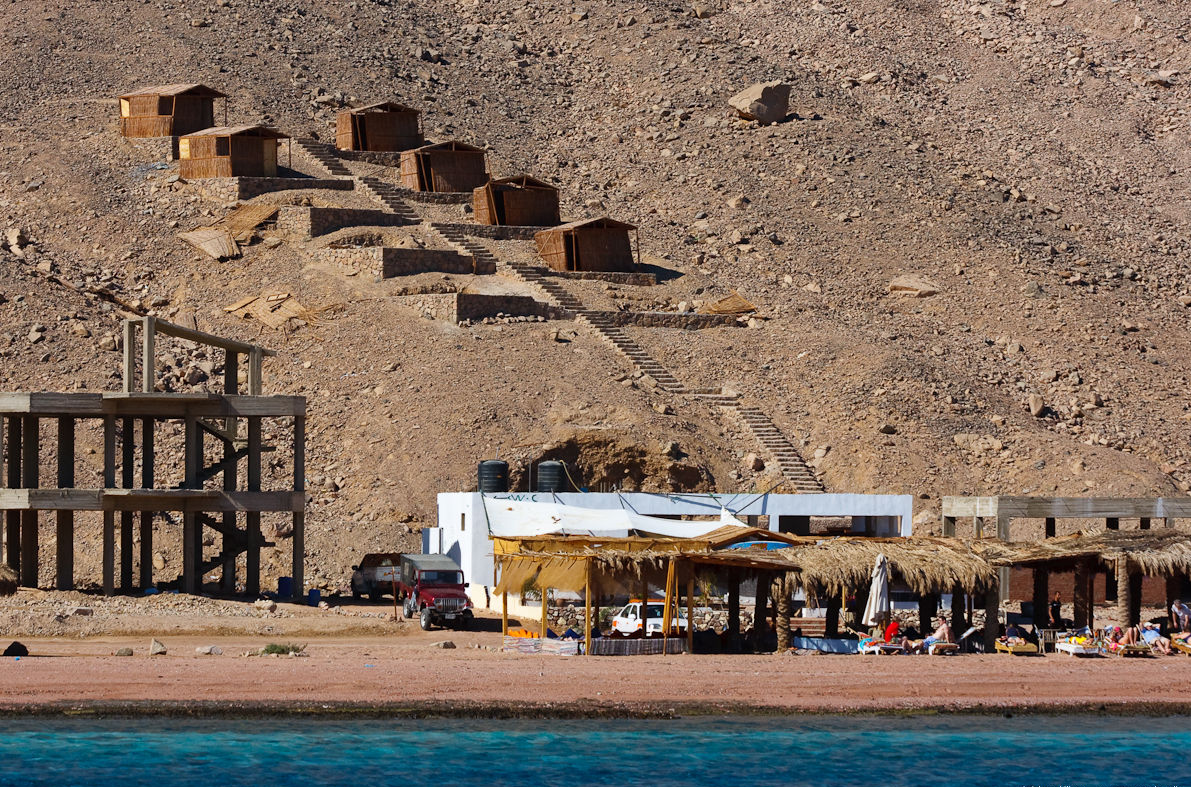
الأكشاك الخشبية.
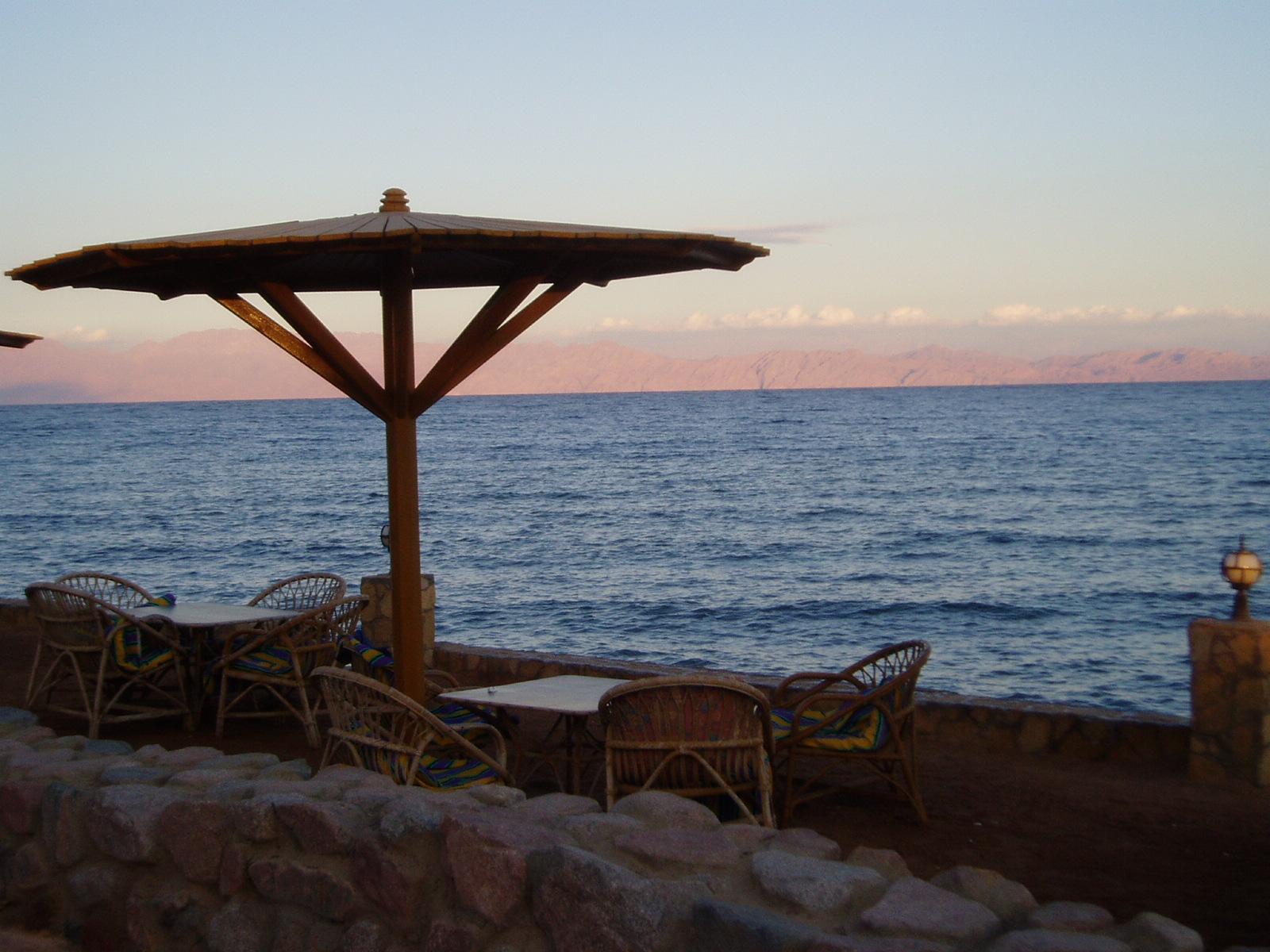
الغروب في دهب.
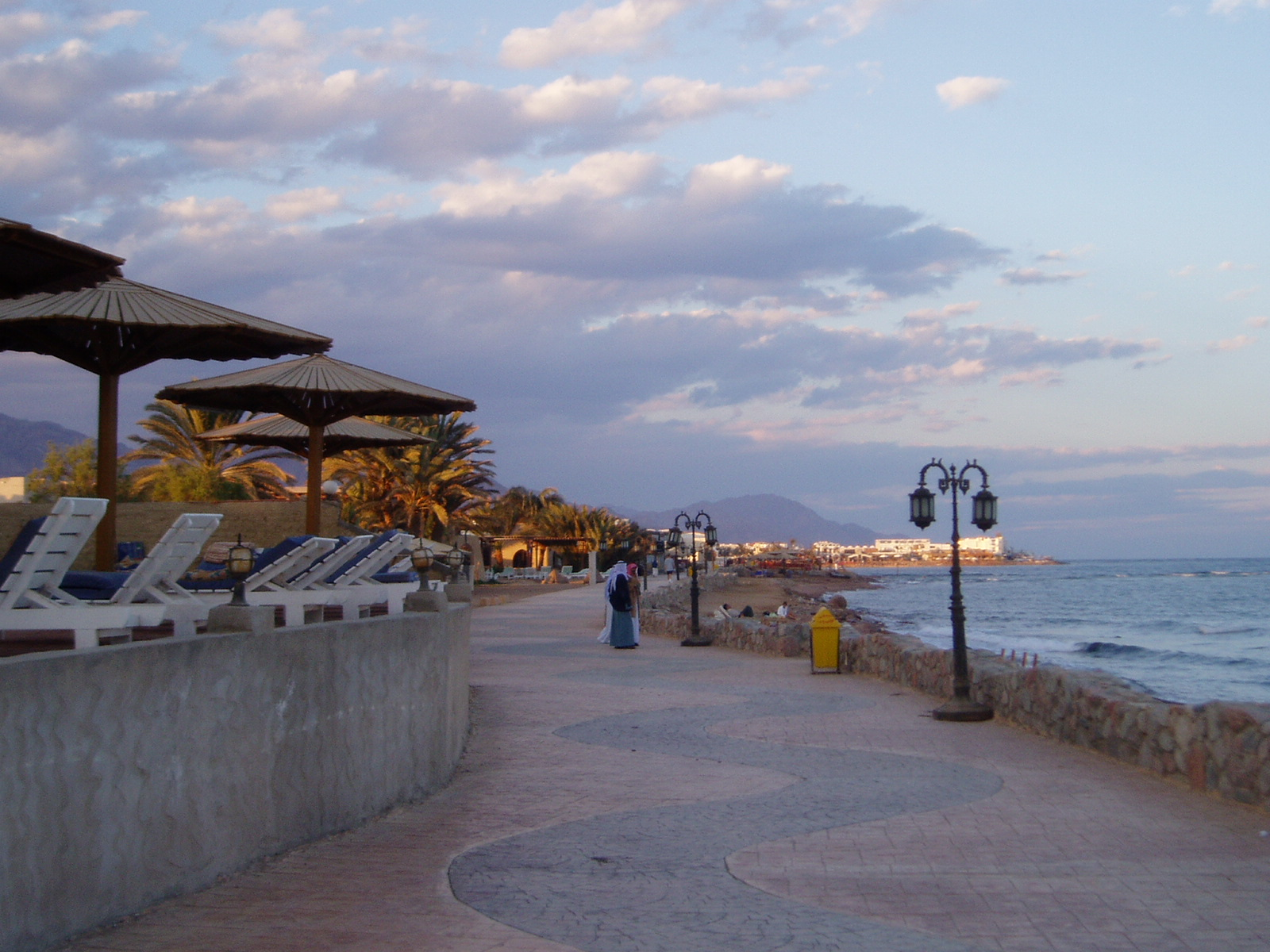
الغروب في دهب.
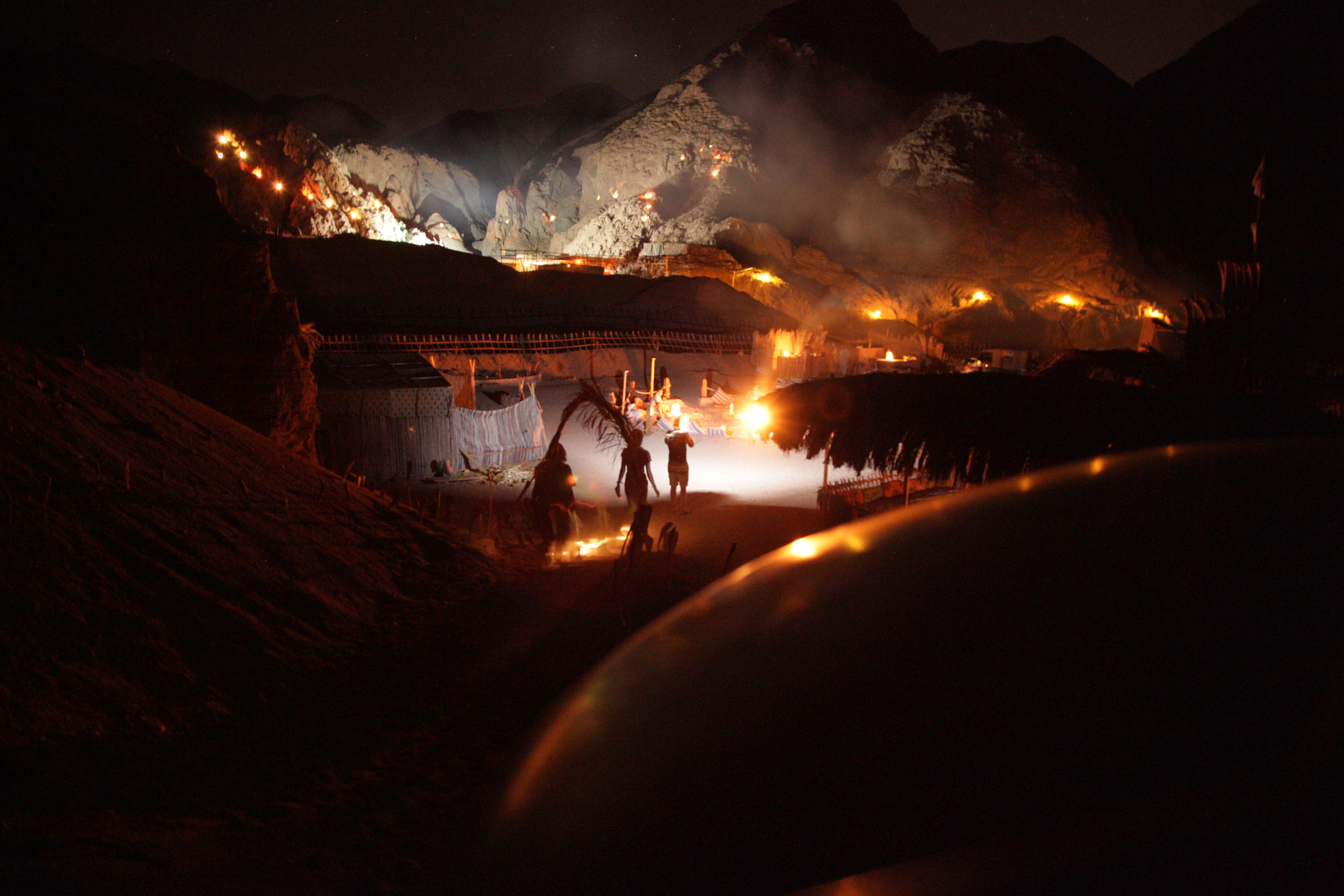
الليل في دهب.
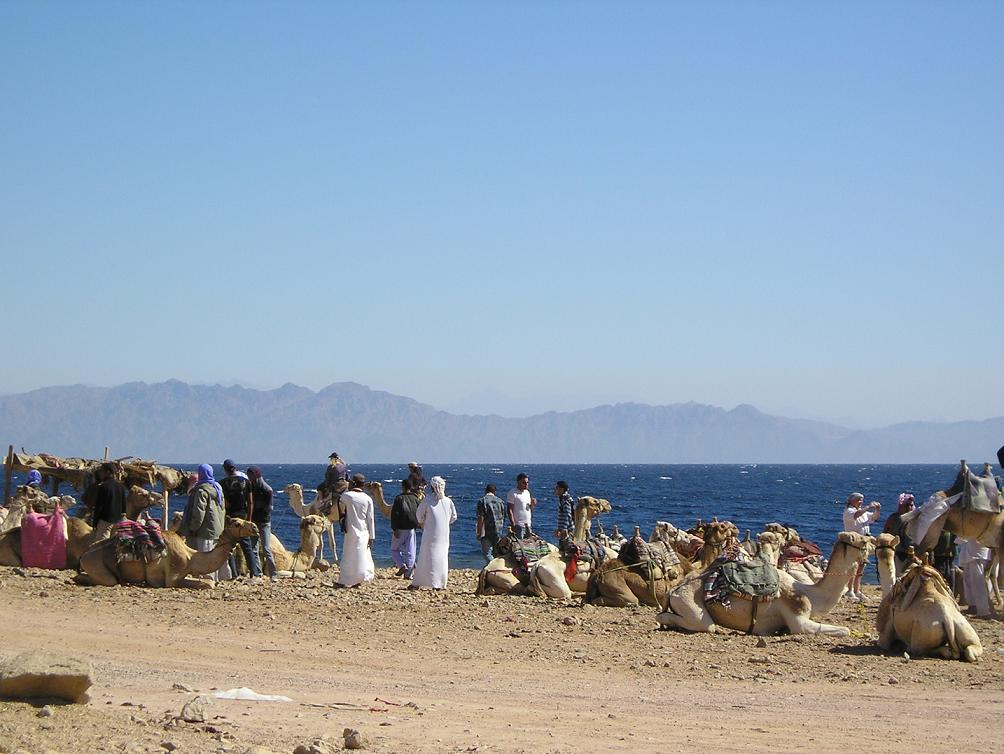
دهب وفي الخلفية الحدود السعودية.
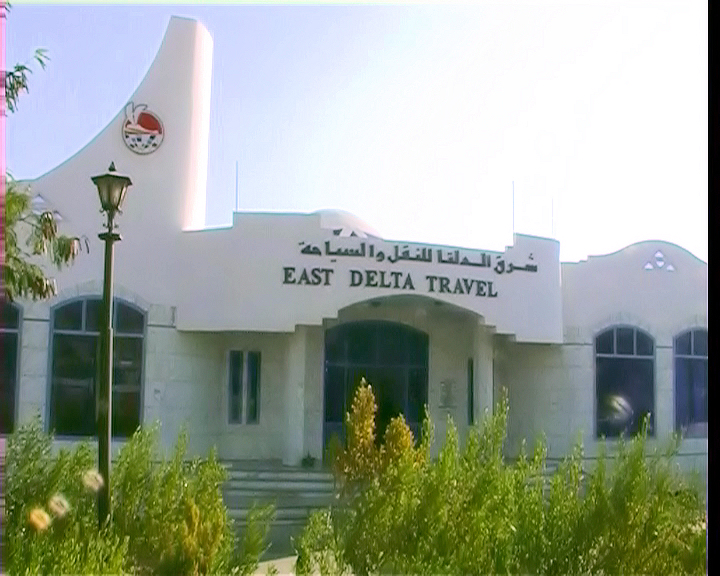
محطة حافلات دهب.
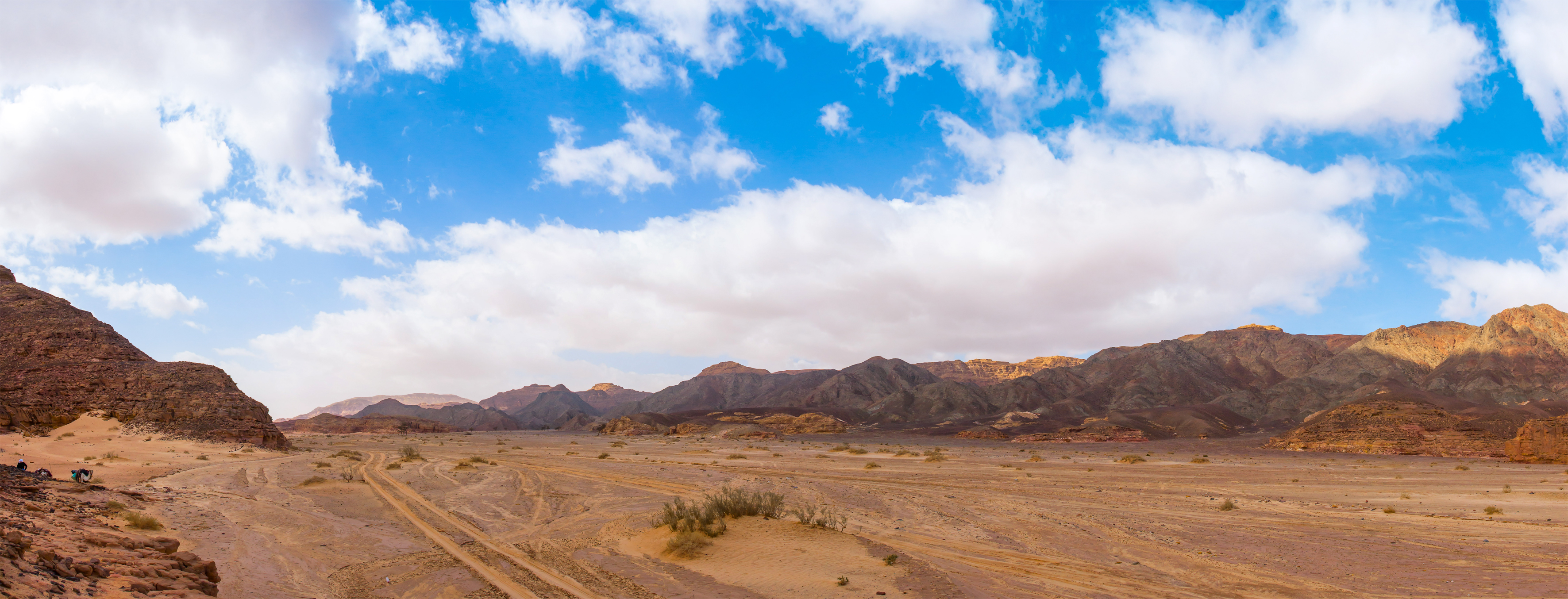
بانوراما صحراء دهب.
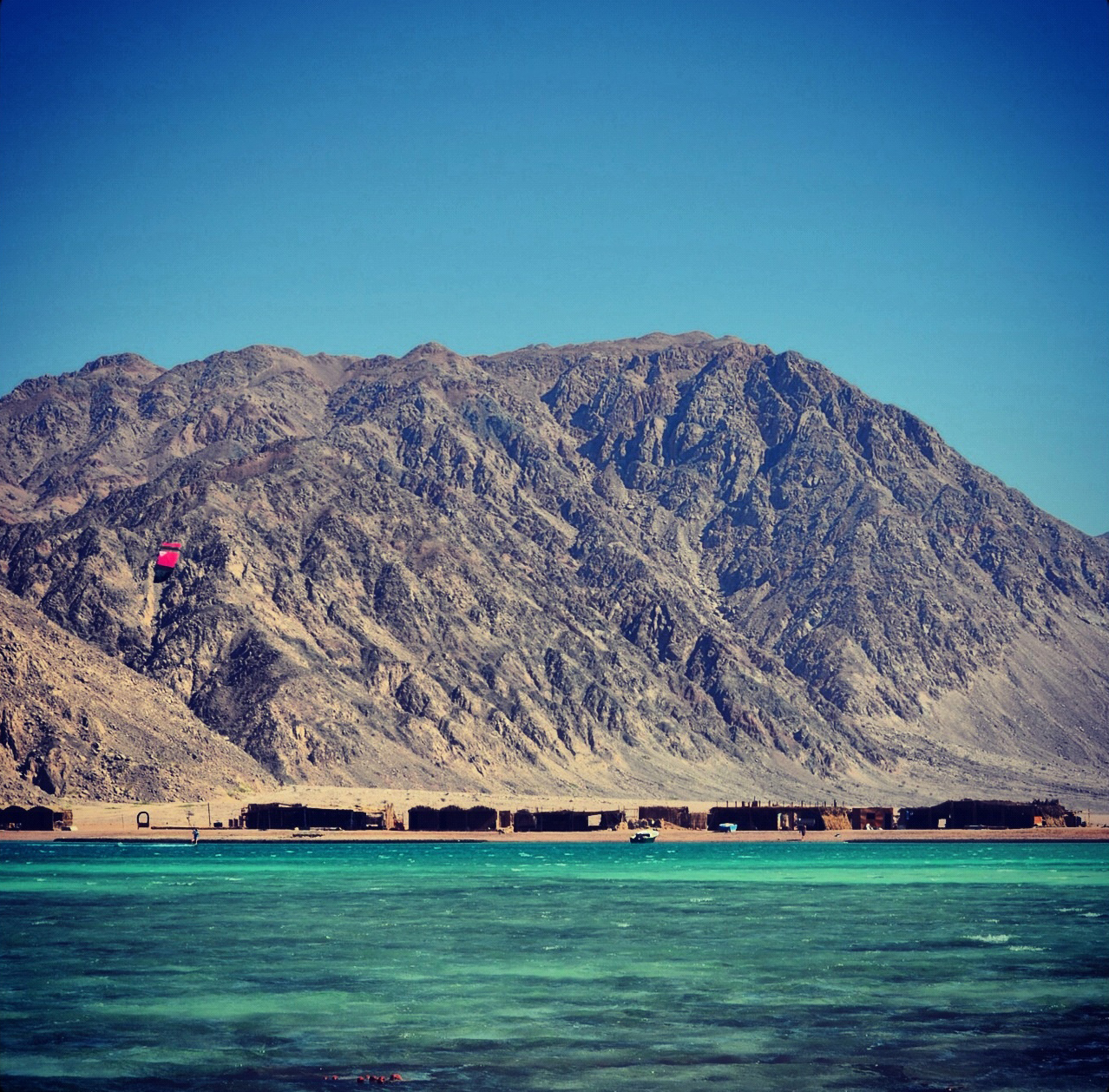
خليج اللاجونا.
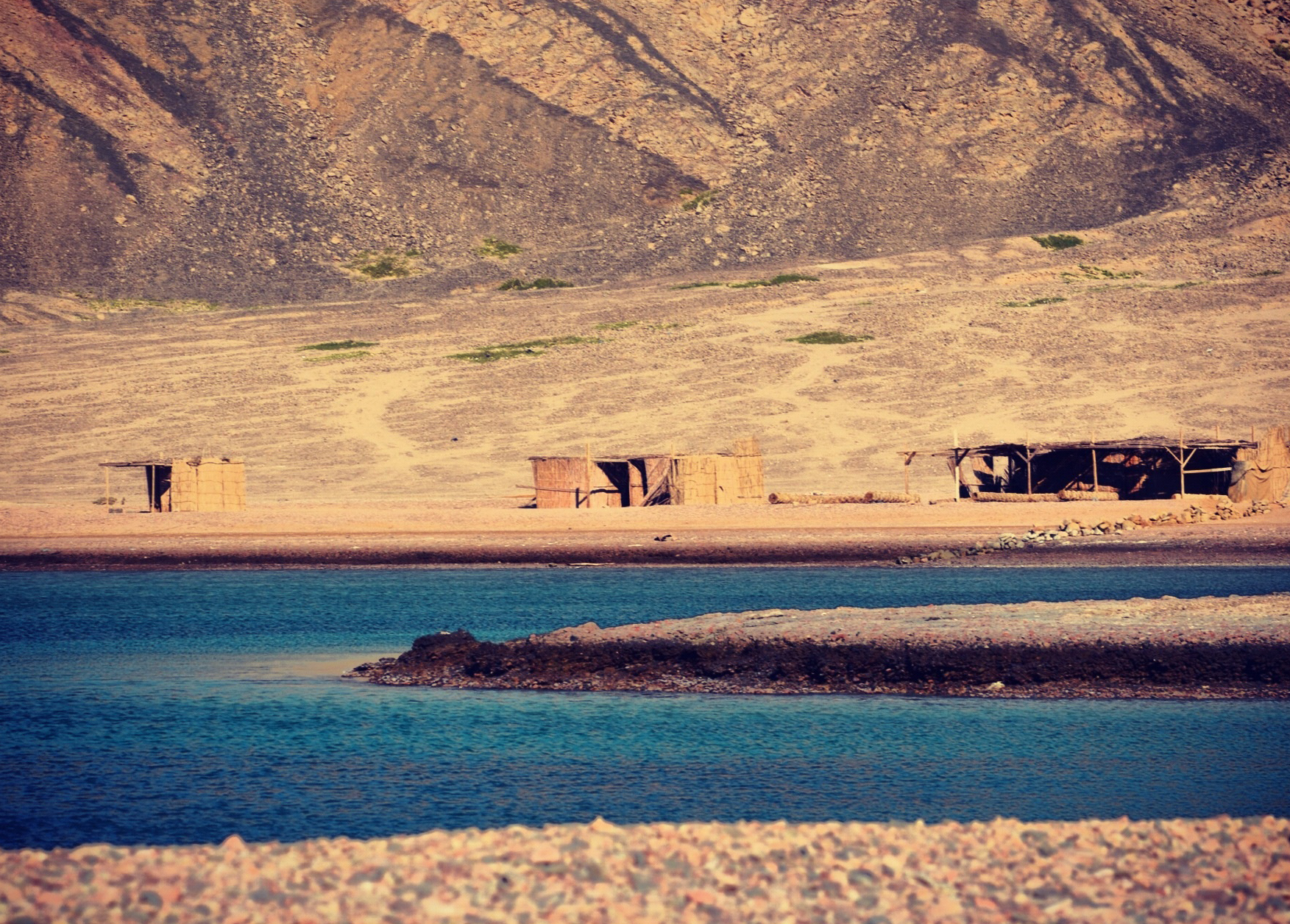
خليج اللاجونا.
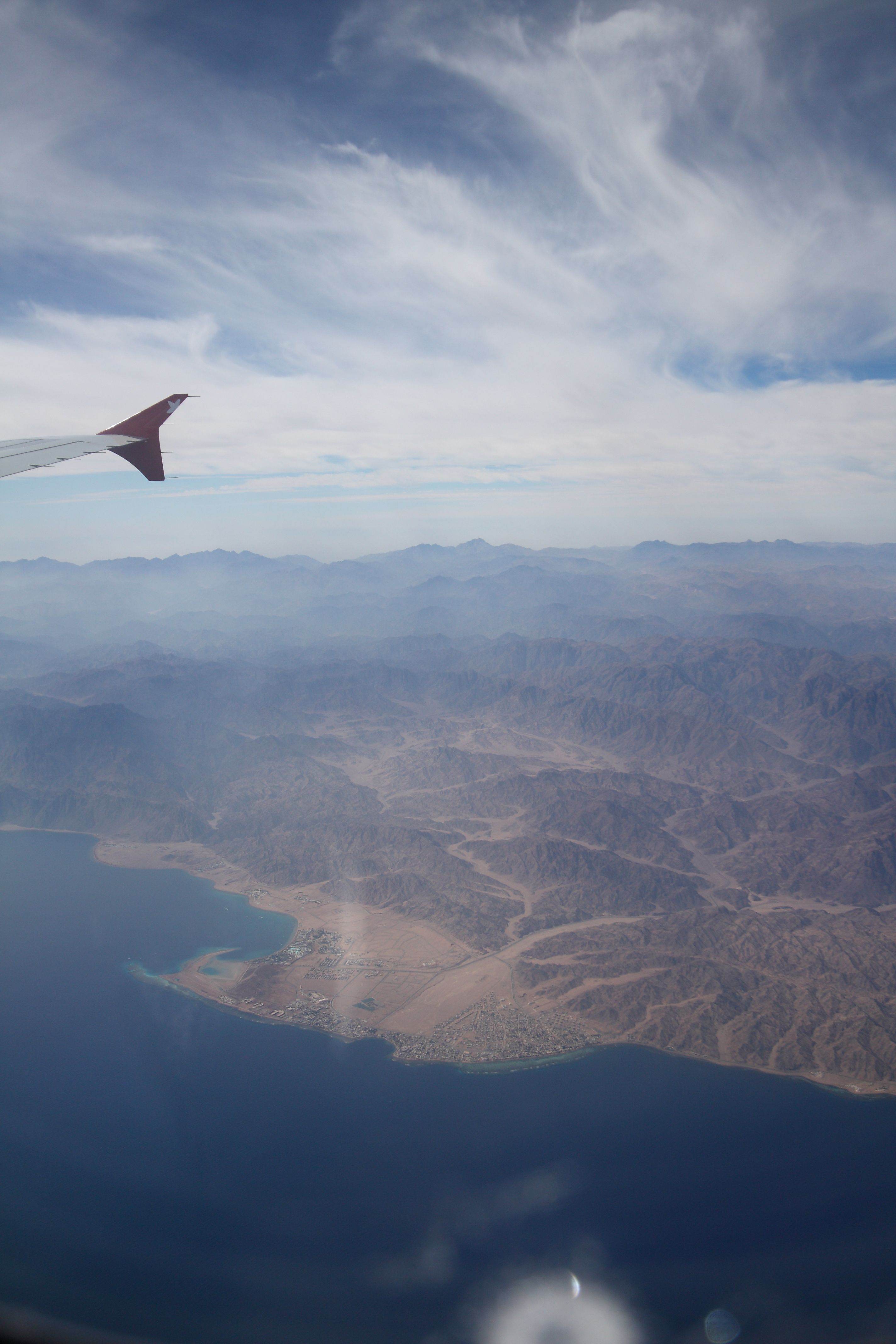
تصوير جوي لمدينة دهب.
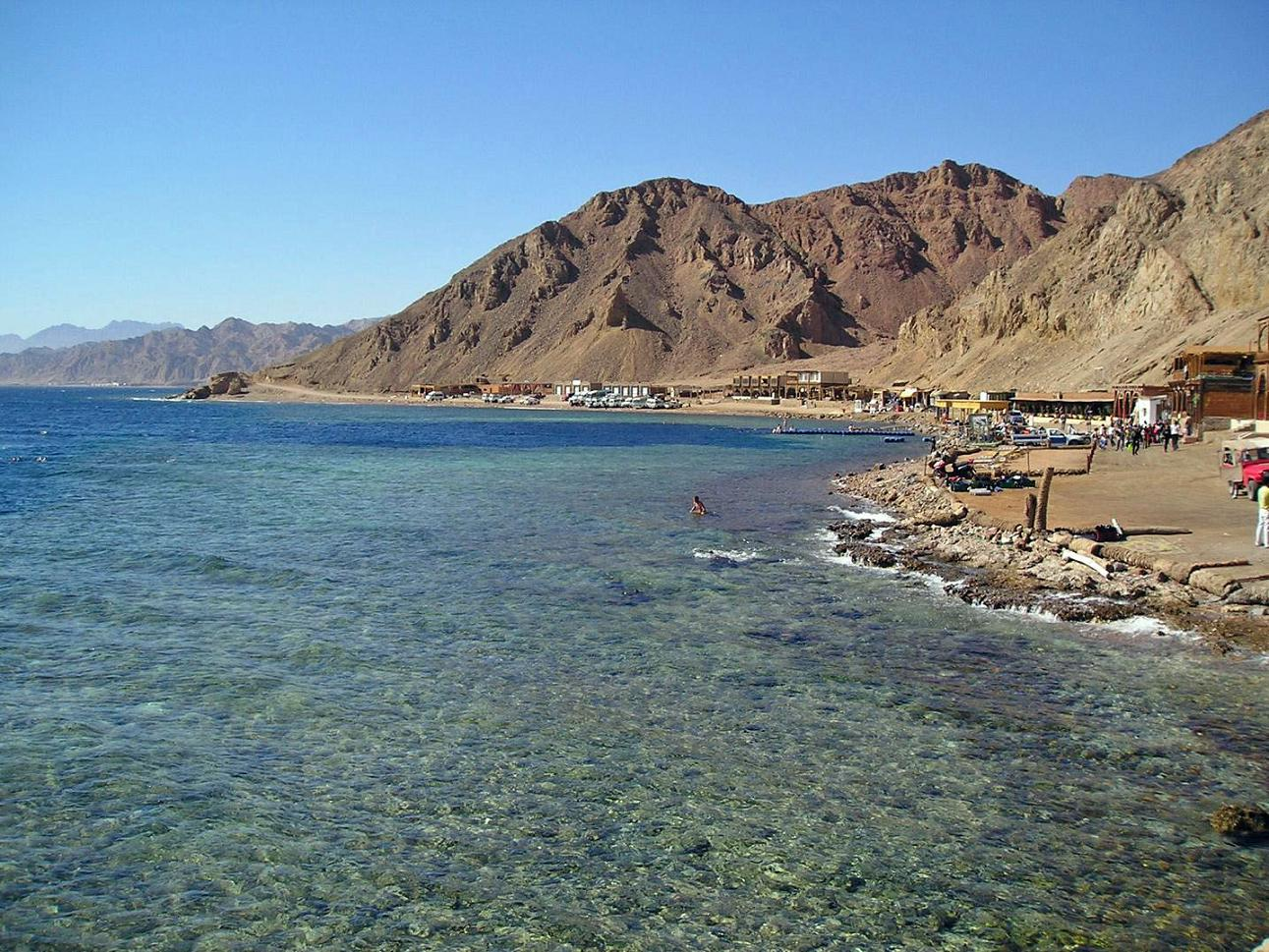
شاطئ منطقة البلوهول.
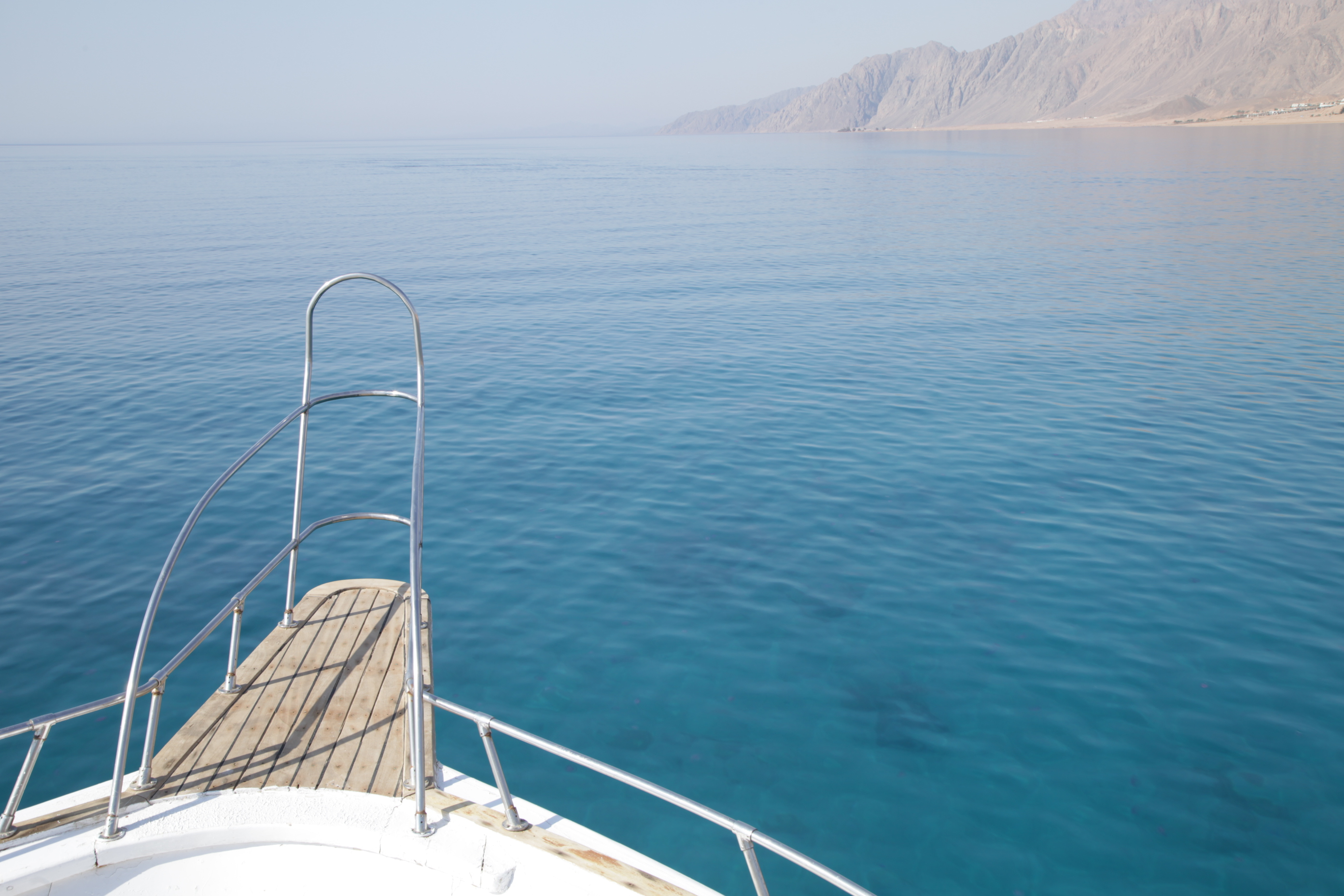
أماكن الغوص في دهب.
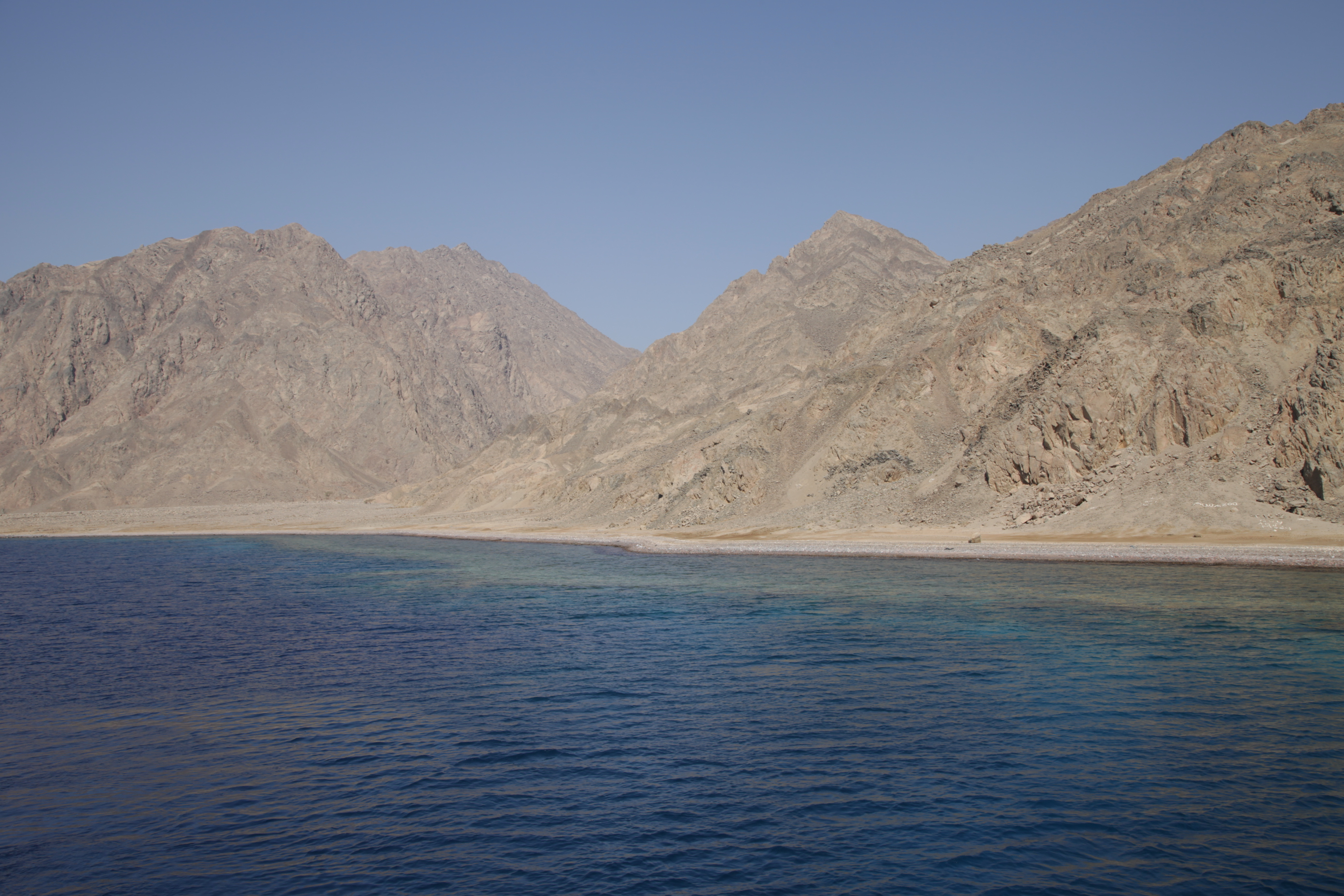
أماكن الغوص في دهب.
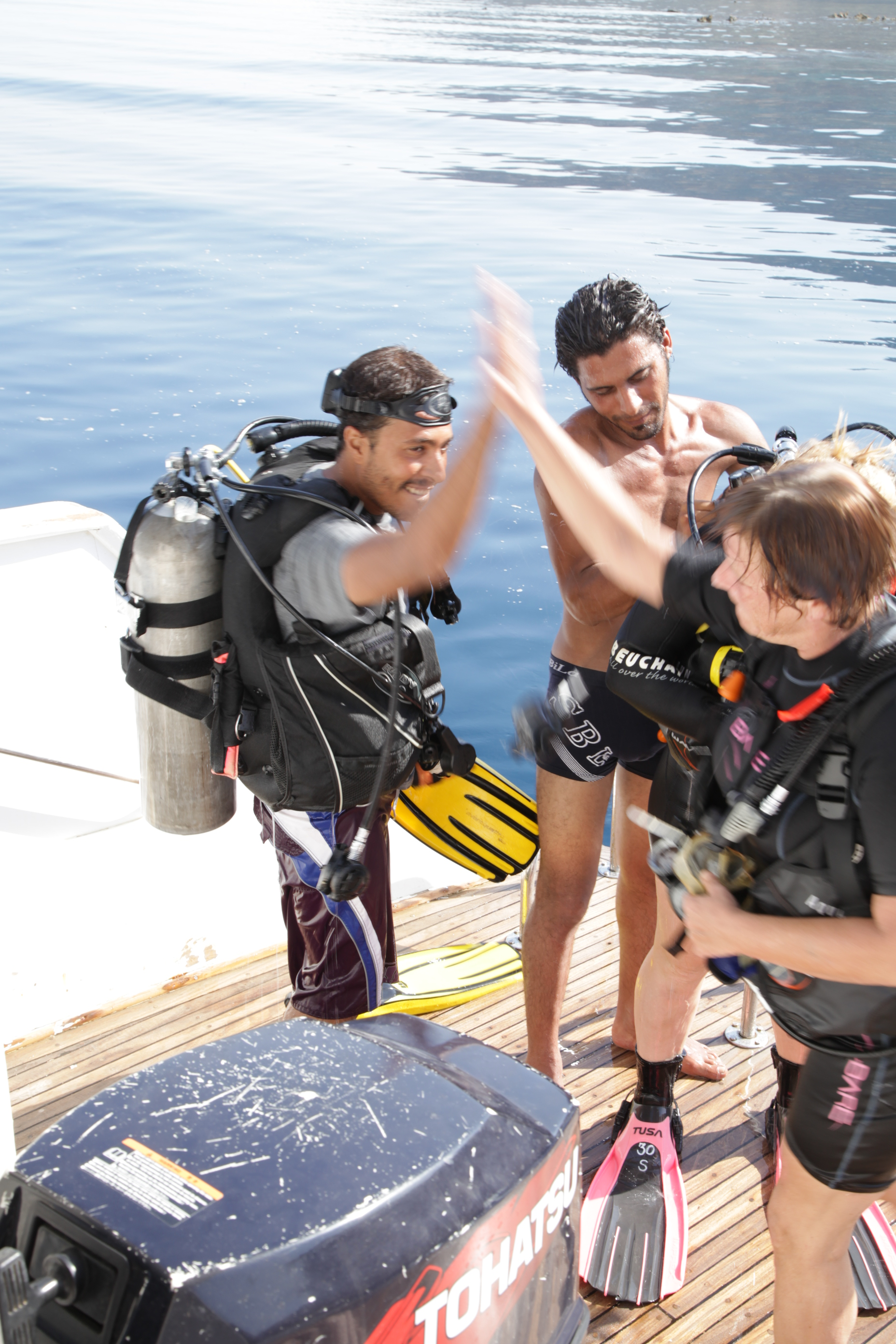
محترفي رياضة الغوص.
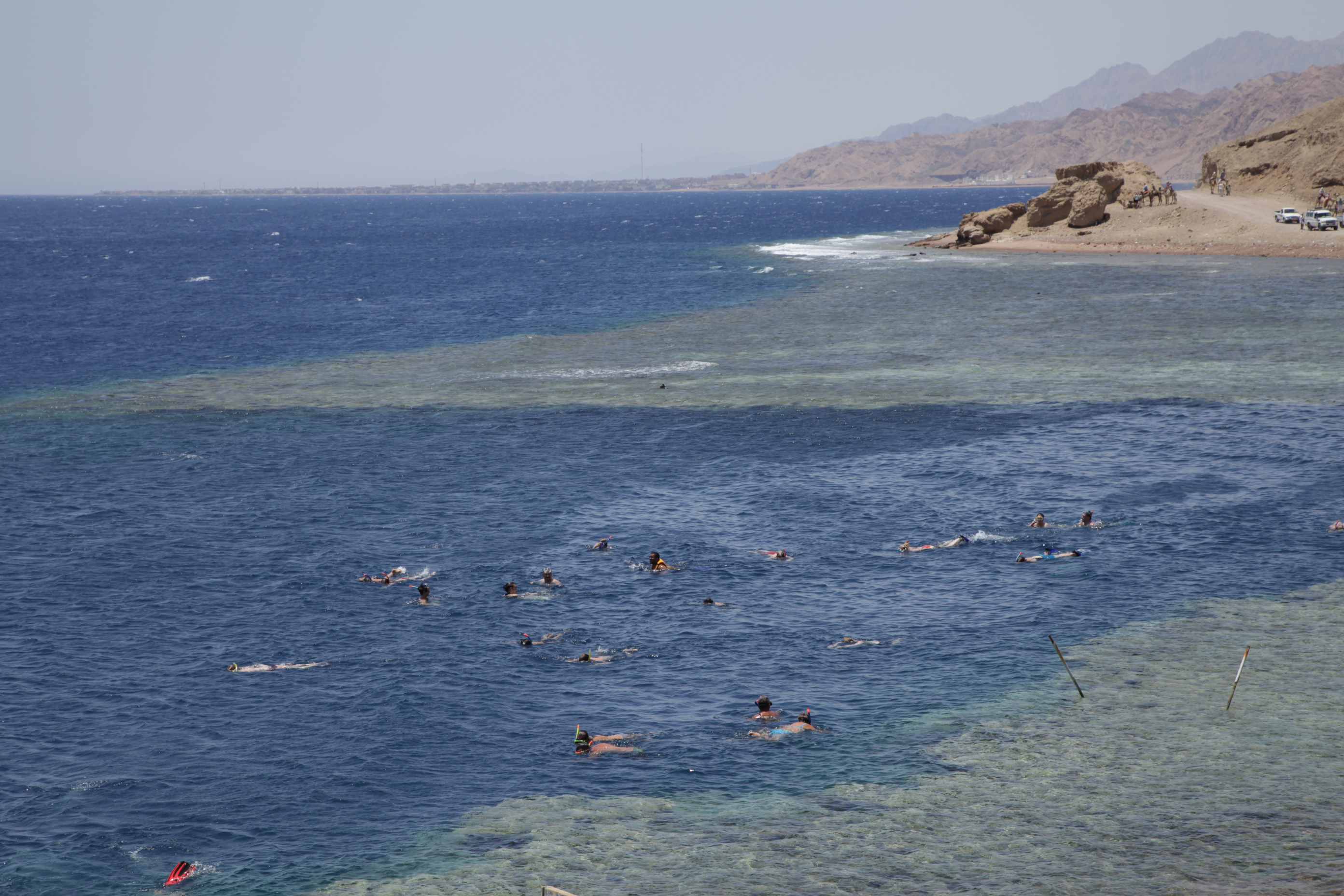
الغطس السطحي.
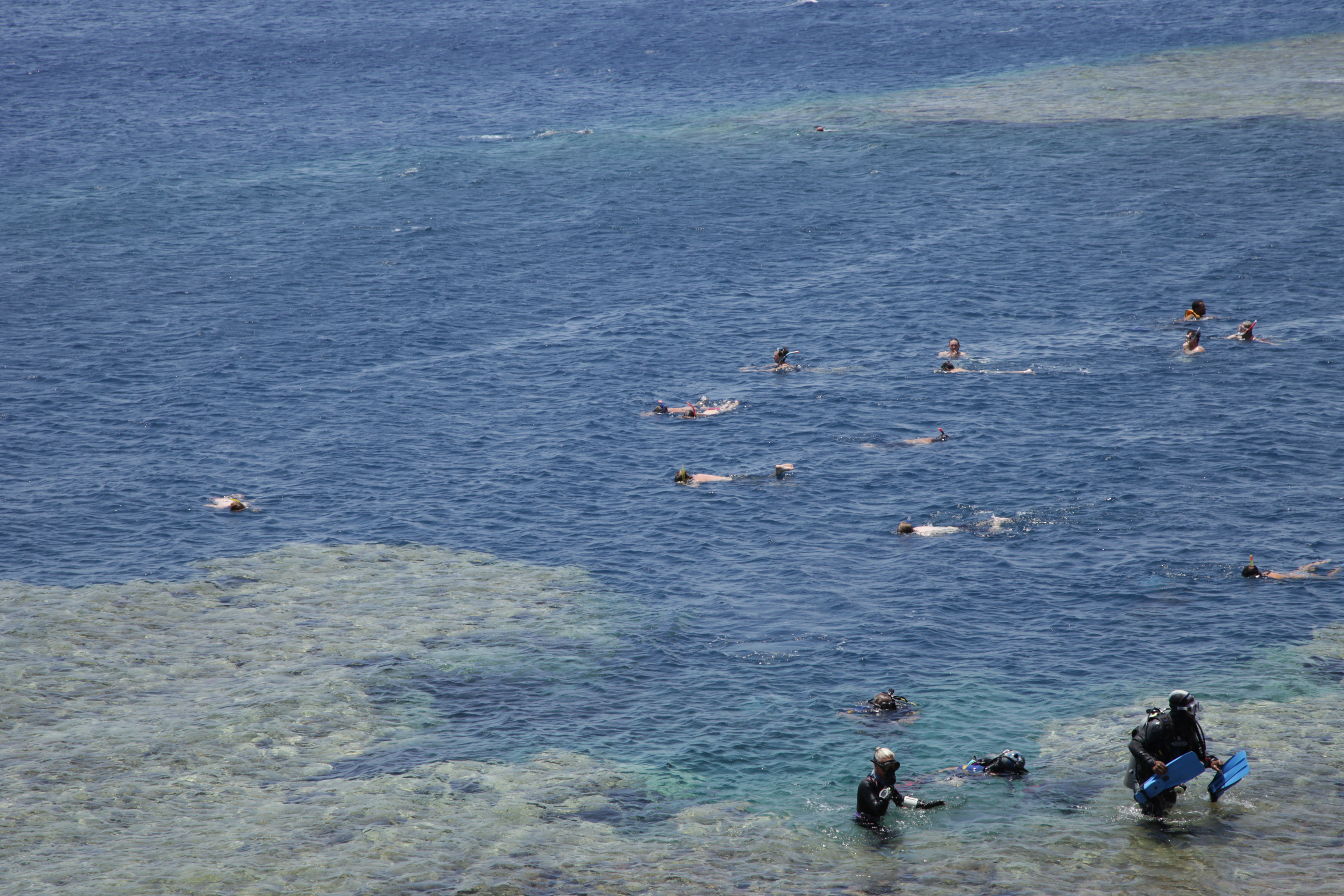
الغطس السطحي.
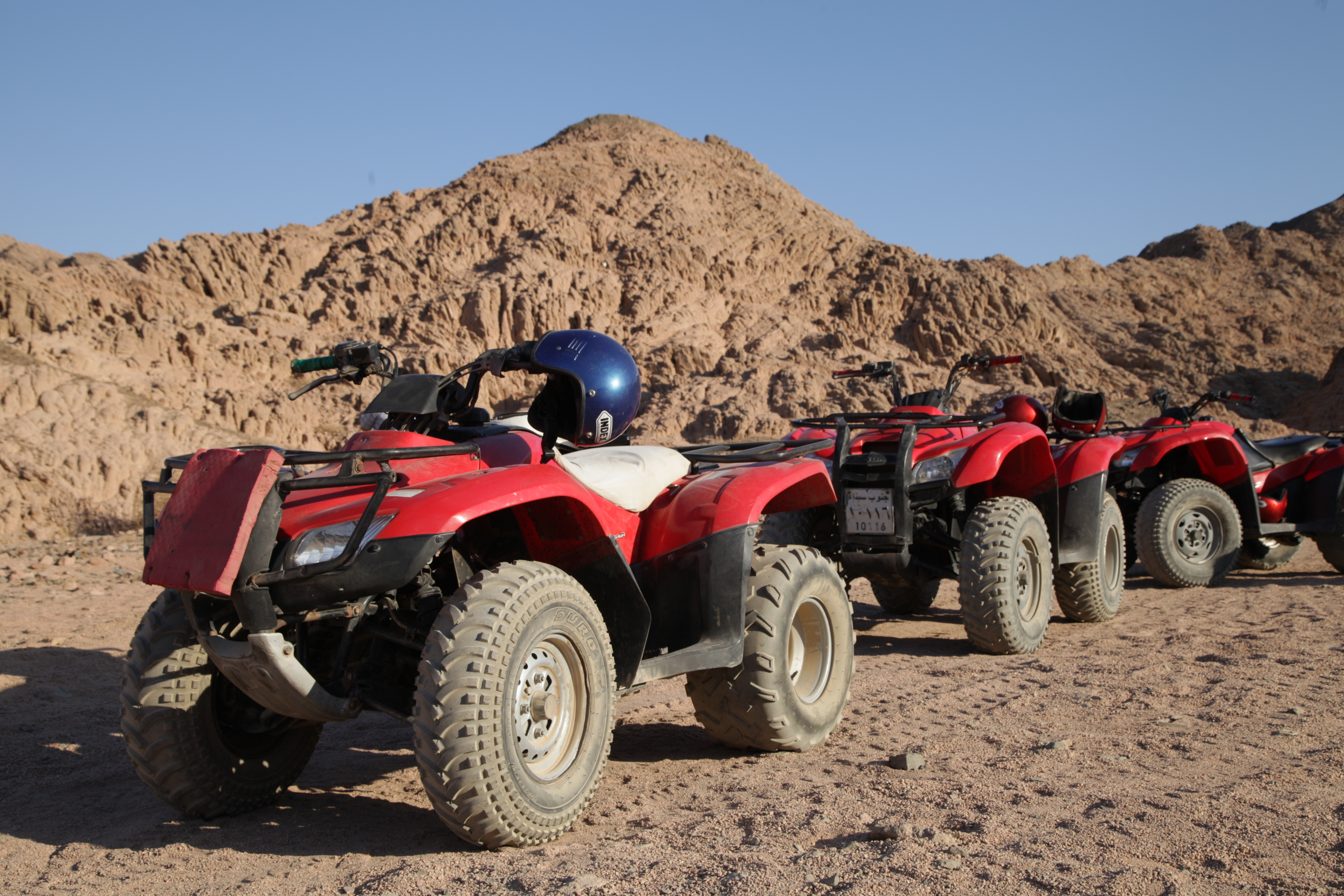
سياحة السفاري.
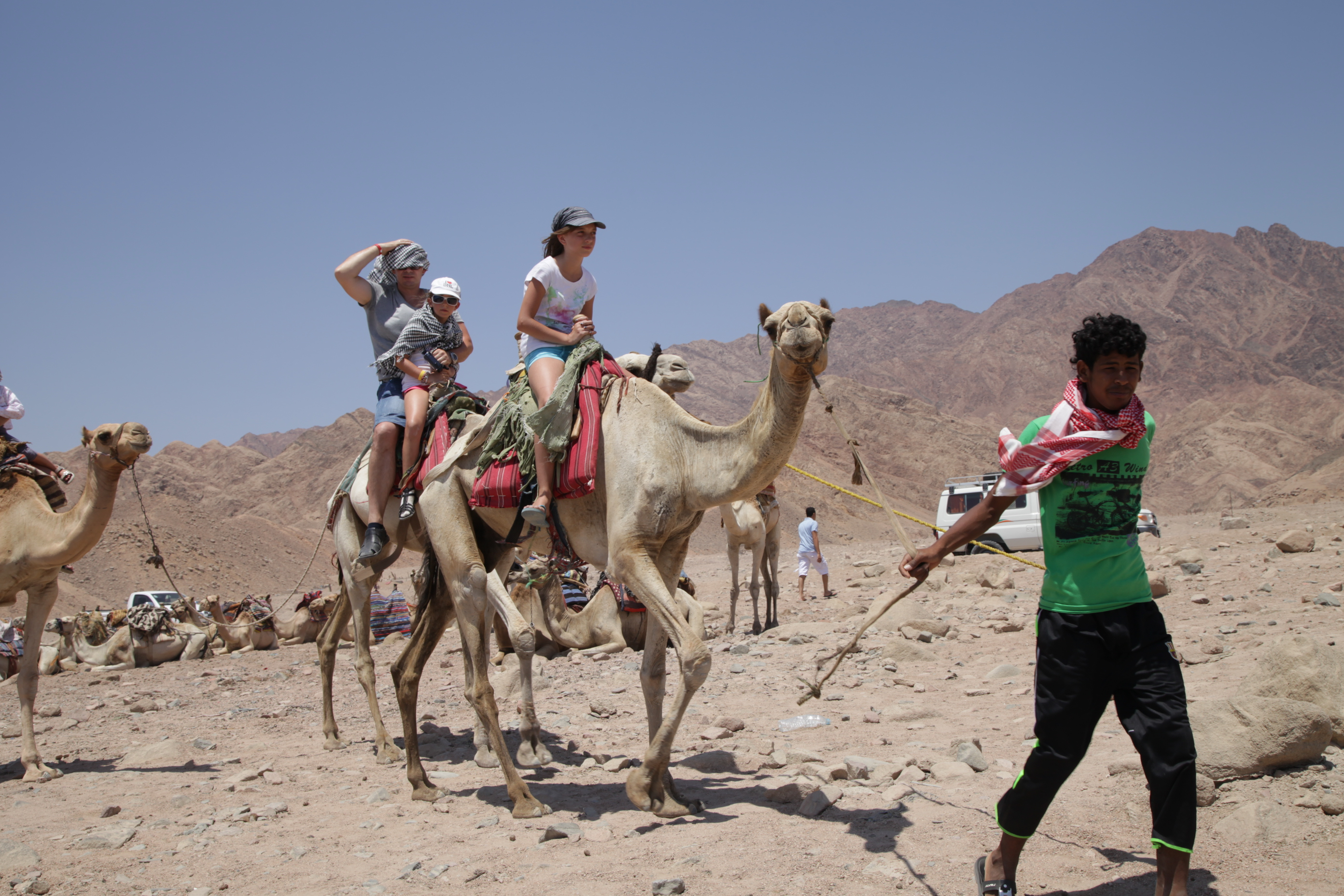
ركوب الجمال في البيئة الجبلية.